# Torre de Londres
O Palácio e Fortaleza Real de Sua Majestade da Torre de Londres é um castelo histórico localizado na cidade de Londres, Inglaterra, Reino Unido, na margem norte do rio Tâmisa. Foi fundado por volta do final do ano de 1066 depois da conquista normanda da Inglaterra. A Torre Branca em seu centro foi construída pelo rei Guilherme I em 1078, sendo considerada pelos habitantes da cidade como um símbolo de opressão infligida pela nova elite governante. O castelo foi utilizado como prisão de 1100 até 1952, apesar desta não ter sido sua função principal. Ele inicialmente foi usado como residência real como um grande palácio. Como um todo, o complexo da Torre de Londres é composto por vários edifícios localizados dentro de dois anéis concêntricos de muralhas de defesa e um fosso. Houve várias fases de expansão, principalmente sob os reis Ricardo I, Henrique III e Eduardo I nos séculos XII e XIII. O desenho geral estabelecido nessa época permaneceu até os dias de hoje.
A Torre de Londres várias vezes esteve no centro da história inglesa. Ela foi cercada em inúmeras ocasiões e seu controle era importante para o controle de todo o país. A Torre já serviu como depósito de armas, tesouraria, menagerie, sede da Real Casa da Moeda, escritório dos registros públicos e a casa das Joias da Coroa Britânica. Uma procissão costumava sair da Torre e ir até a Abadia de Westminster desde o início do século XIV até o reinado de Carlos II no século XVII durante as coroações dos monarcas. Na ausência do soberano, o Condestável da Torre fica encarregado do castelo. Essa era uma posição poderosa e de confiança no período medieval. Sob a Casa de Tudor a Torre deixou lentamente de ser uma residência real, com suas defesas ficando obsoletas apesar de tentativas de fortificar e reparar as estruturas.
O auge do castelo como prisão foi nos séculos XVI e XVII, quando muitas figuras que haviam caído na desgraça eram aprisionadas dentro de suas muralhas. Apesar de sua duradoura reputação como um lugar de tortura e morte, popularizada no século XVI por propagandistas religiosos e no século XIX por escritores, apenas sete pessoas foram executadas dentro da Torre antes das grandes guerras do século XX. As execuções costumavam ser realizadas principalmente no Morro da Torre ao norte do castelo, com 112 tendo ocorrido em um período de mais de quatrocentos anos. Várias instituições como a Casa da Moeda deixaram a Torre para outros lugares na segunda metade do século XIX, deixando muitos de seus edifícios vazios. Os arquitetos Anthony Salvin e John Taylor aproveitaram a oportunidade para restaurar o castelo para aquilo que achavam que era sua aparência medieval, limpando muitas das estruturas pós-medievais. A Torre foi novamente usada como prisão durante a Primeira e Segunda Guerra Mundial, com doze homens sendo executados por espionagem. Os danos causados pela Blitz foram reparados depois dos conflitos e o castelo foi reaberto ao público. A Torre de Londres é atualmente um dos pontos turísticos mais populares da Inglaterra. Apesar de ainda estar aos cuidados cerimoniais do condestável, ela é mantida pela Historic Royal Palaces e protegida como um Patrimônio Mundial.

## Arquitetura

### Disposição

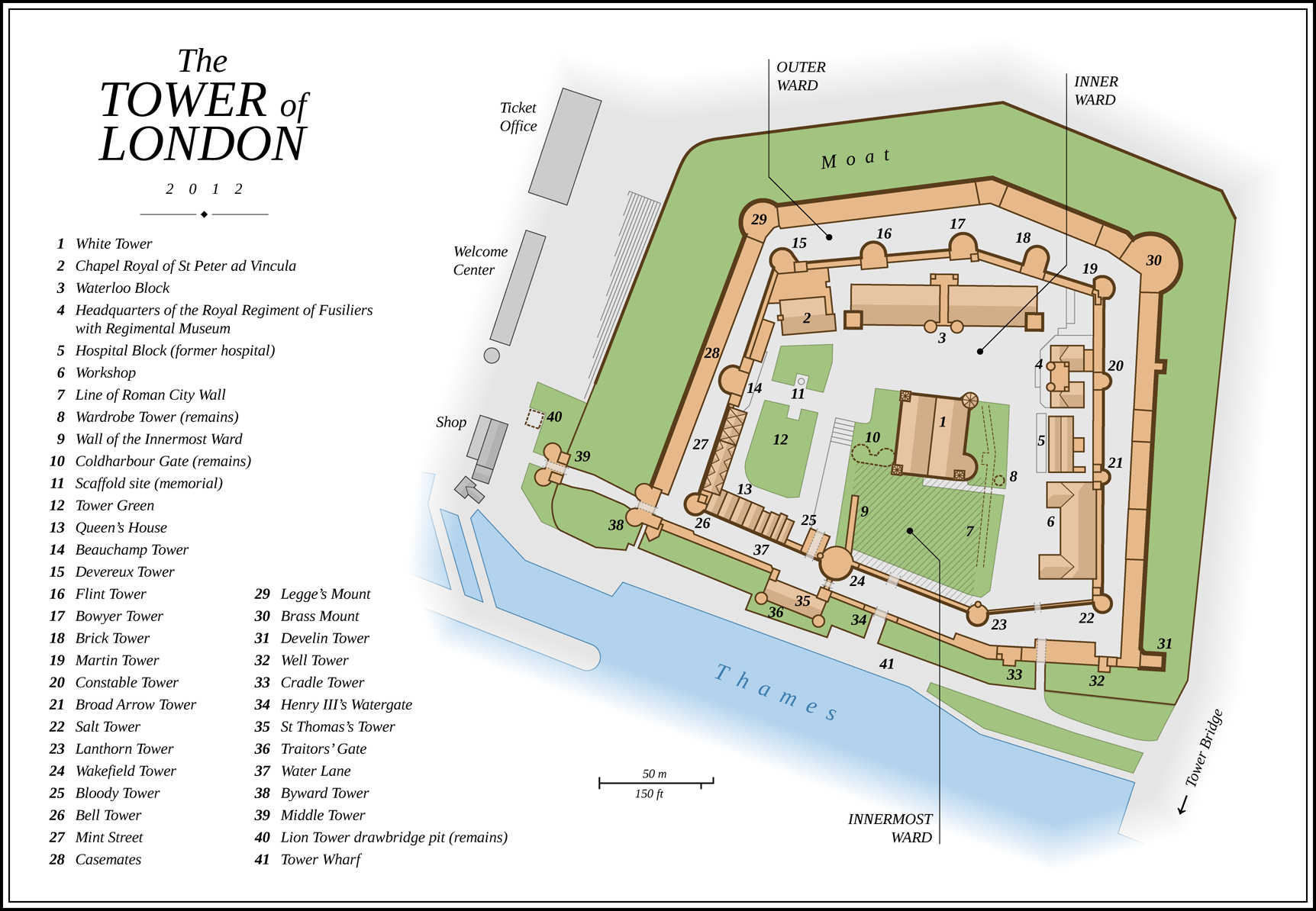
Planta da Torre de Londres.

A Torre de Londres foi orientada para que suas defesas mais fortes e impressionantes ficassem de frente para a Londres anglo-saxã, algo que o arqueólogo Alan Vince sugeriu que foi deliberado. Ela teria dominado visualmente as áreas ao redor e se destacado no trânsito do rio Tâmisa.  O castelo é composto por três alas, ou cercos. A Ala Central contém a Torre Branca e é a fase mais antiga do castelo. Cercando-a pelo norte, leste e oeste está a Ala Interior, construída durante o reinado do rei Ricardo I. Por fim existe a Ala Exterior que é formada pelo castelo construído por Eduardo I. Apesar de várias expansões terem ocorrido depois de Guilherme I ter fundado a Torre de Londres, a disposição geral permaneceu a mesma desde que Eduardo I completou suas obras em 1285. O castelo ocupa uma área de quase doze hectares, com mais seis hectares ao redor que formam as Liberdades da Torre de Londres — terras sob a influência direta do castelo e livre por razões militares. O precursor das Liberdades foi estabelecido no século XIII quando Henrique III ordenou que uma parte da terra adjacente ao castelo fosse mantida desobstruída. A Torre de Londres nunca teve uma câmara de tortura permanente, ao contrário da crença popular, apesar dos porões terem abrigado cavaletes em certos períodos. Seu ancoradouro na margem do Tâmisa foi construído sob Eduardo I e foi expandido para seu tamanho atual por Ricardo II.

### Torre Branca
A Torre Branca é uma torre de menagem e continha aposentos dignos de um lorde — neste caso o rei ou seu representante. De acordo com o historiador militar Reginald Allen Brown, "A grande torre [Torre Branca] também era, por virtude de sua força, majestade e senhoriais acomodações, a torre de menagem por excelência". Como uma das maiores fortificações do mundo cristão, a Torre Branca já foi descrita como "o palácio do século XI mais completo na Europa".

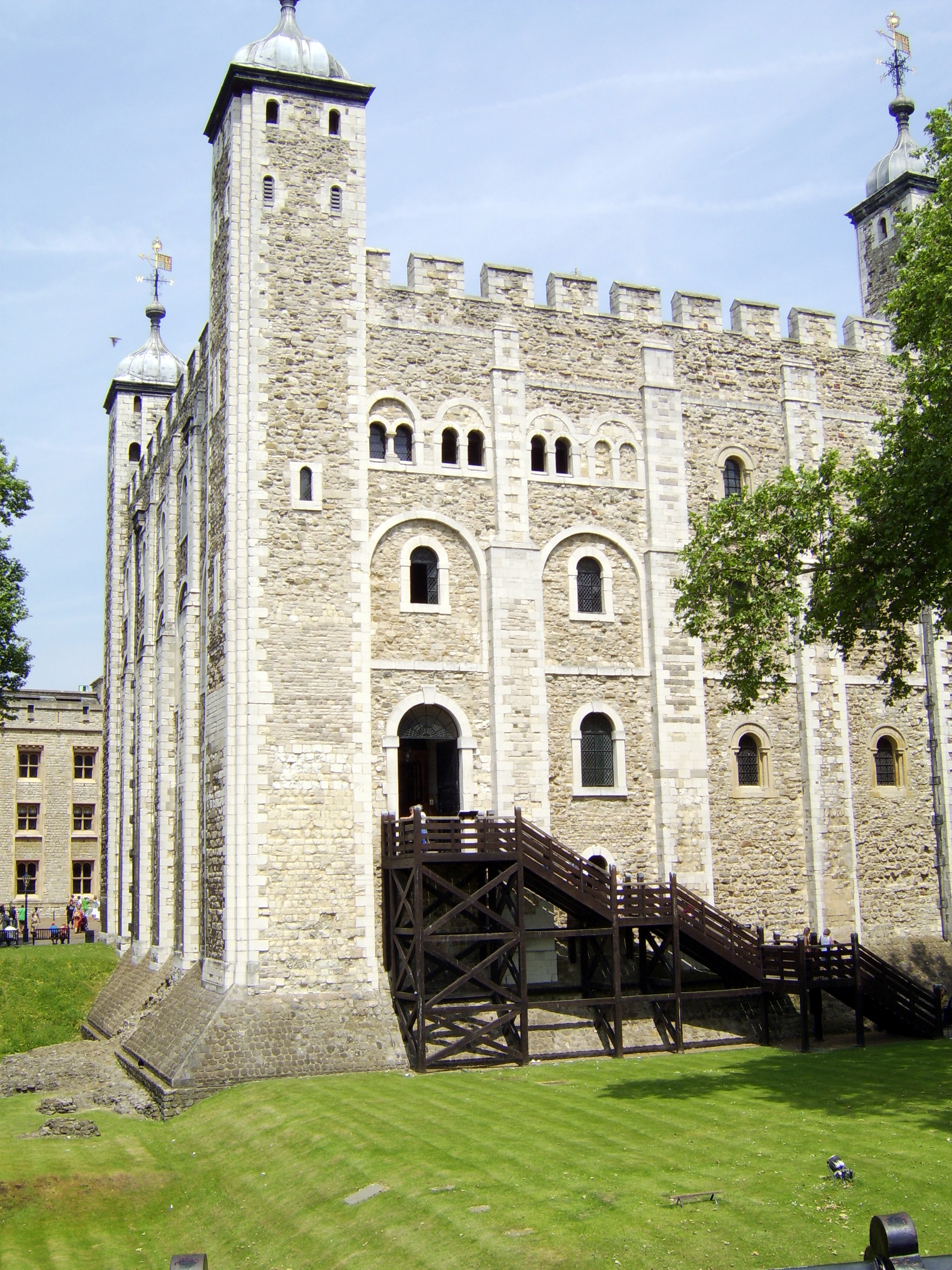
A entrada da Torre Branca.

A Torre Branca, não incluindo suas torres protetoras em cada ponta, mede 36 por 32 metros na base com uma altura de 27 metros. A estrutura originalmente tinha três andares de altura, composta por um porão, um andar de entrada e um andar superior. A entrada ficava acima do nível do chão, como era o costume em fortificações normandas, neste caso na fachada sul e acessada através de uma escada de madeira que poderia ser removida em caso de algum ataque. Um outro edifício foi adicionado no lado sul a fim de criar mais defesas para a entrada, provavelmente durante o reinado de Henrique II, porém ele não sobreviveu ao tempo. Cada andar era dividido em três câmaras, a maior ao oeste, uma menor no nordeste e uma capela que ocupava o canto sudeste dos andares de entrada e superior. Os cantos ocidentais do edifício possuem torres quadradas, enquanto uma torre redonda que acomoda uma escada em espiral está localizada no canto nordeste. No canto sudeste está uma grande projeção semicircular que abriga a abside da capela. Foram construídas latrinas nas paredes e quatro lareiras para aquecimento já que a torre foi pensada para ser tanto uma fortificação quanto uma residência confortável.
O principal material de construção empregado foi pedras vindas de Kent, apesar de lamito ter sido usado em alguns locais. Pedras de Caen foram importadas do norte da França para servirem como os detalhes da fachada, apesar de pouco do material original restar já que ele foi substituído por pedras da Ilha de Portland nos séculos XVII e XVIII. A maioria das janelas foram ampliadas no século XVIII, com apenas duas originais restando na fachada sul — porém apenas depois de passarem por uma restauração.
A torre foi geminada no lado de uma colina, assim o lado norte do porão está abaixo do nível do chão. O andar mais baixo era uma galeria para armazenamento, como era o costume para torres de menagem. Uma das salas continha um poço. Apesar da disposição ter permanecido a mesma desde a construção, o interior data principalmente do século XVIII quando o andar foi abaixado e as abóbadas de madeira foram substituídas por pedra. O porão é iluminado por pequenas fendas.

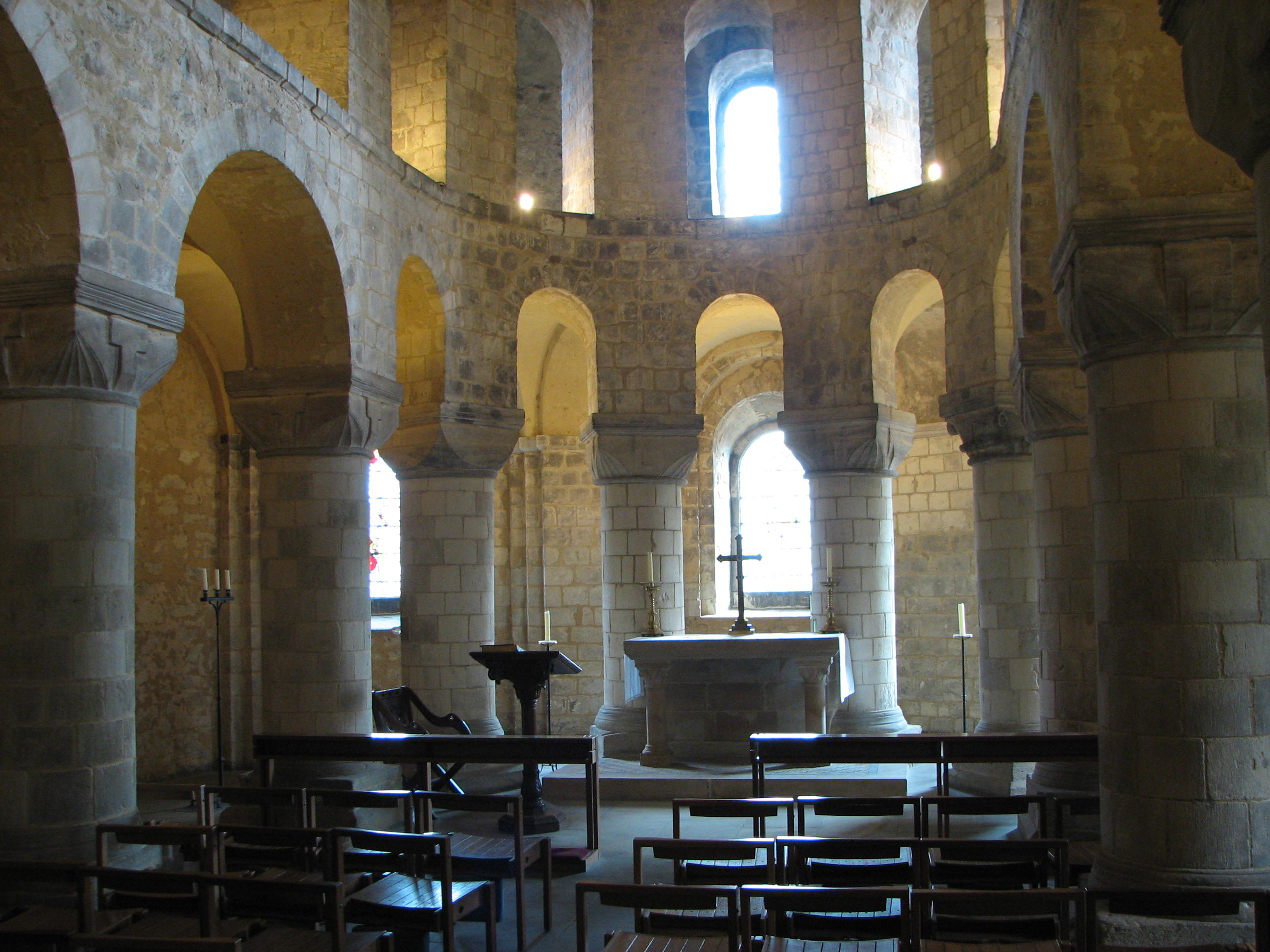
A Capela de São João dentro da Torre Branca.

O andar de entrada foi provavelmente pretendido para o uso do Condestável da Torre, do Tenente da Torre e outros oficiais importantes. A entrada do lado sul foi bloqueada no século XVII e reaberta apenas em 1973. Aqueles que fossem para o andar superior tinham de passar por uma pequena câmara no leste, também conectada ao andar de entrada. Há um recuo na parede norte; de acordo com Geoffrey Parnell: "a forma sem janelas e o acesso restrito sugerem que foi projetado para ser uma sala forte a fim de proteger os tesouros reais e documentos importantes".
O andar superior contém um grande salão no oeste e uma câmara residencial no leste — ambos originalmente abertos para o telhado e cercados por uma galeria construída na parede — e a Capela de São João no sudeste. Um novo andar foi adicionado no século XV junto com o telhado atual. A capela não era parte do projeto inicial da Torre Branca, já que a projeção apsidal foi construída depois das paredes do porão. Pouco do interior original resta com exceção da capela por causa das várias mudanças de função e projeto que a torre passou durante os séculos. A atual aparência nua e sem adornos da capela é reminiscente de como ela deveria ter sido durante o período normando. Ela foi decorada com ornamentações, cruzes de ouro e vitrais no reinado de Henrique III no século XIII.

### Ala Central
A Ala Central é formada pela área imediatamente ao sul da Torre Branca, indo até onde antes era a margem do Tâmisa. Como era o caso com outros castelos do período, a Ala Central era provavelmente preenchida por construções de madeira. Não se sabe com certeza quando as acomodações reais começaram a sair da Torre Branca e invadir a parte central, porém acredita-se que isso aconteceu por volta da década de 1170. As acomodações foram renovadas durante os anos 1220 e 1230, tornando-se comparáveis com outras residências reais como o Castelo de Windsor. A construção das Torres de Wakefield e Lanthorn — localizadas nos cantos da Ala Central ao longo do rio — começaram por volta de 1220. Elas provavelmente serviam como residências particulares respectivamente da rainha e do rei.
As evidências mais antigas de como as câmaras reais eram decoradas vem do reinado de Henrique III: a da rainha era caiada de branco com pinturas de flores e uma imitação de alvenaria. Um grande salão existia entre as duas torres ao sul da ala. Era similar a aquele construído no Castelo de Winchester por Henrique III, apesar de um pouco menor. Uma poterna ficava perto da Torre de Wakefield permitindo o acesso aos apartamentos do rei. A Ala Central era originalmente cercada por um fosso de proteção também construído na década de 1220. Nessa mesma época existia uma cozinha na ala. A Ala Central foi reformada e transformada entre 1666 e 1676, com os edifícios palaciais sendo removidos. A área ao redor da Torre Branca foi esvaziada para que qualquer um que se aproximasse tivesse que passar por terreno aberto. A Casa das Joias foi demolida e as Joias da Coroa foram transferidas para a Torre de Martin.

Interior da Ala Central. No centro direito está a Torre Branca do século XI; a estrutura no fim da passarela a esquerda é a Torre de Wakefield. Além dela está o Portão dos Traidores.

### Ala Interior

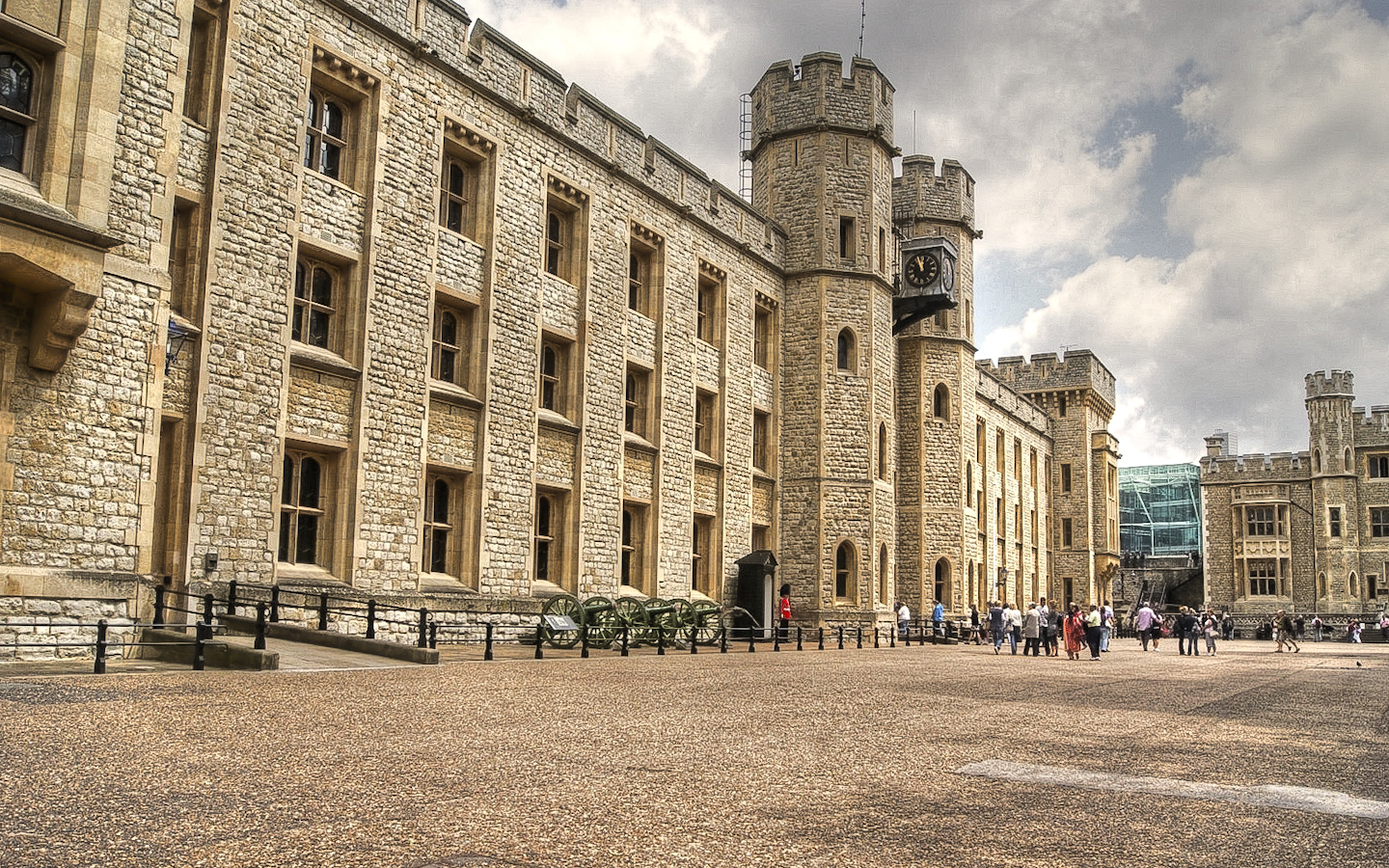
O Quartel de Waterloo.

A Ala Interior foi criada durante o reinado de Ricardo I quando um fosso foi cavado ao oeste, efetivamente dobrando o tamanho do castelo. Henrique III criou as muralhas do leste e do norte, com as dimensões da ala permanecendo as mesmas até hoje. A maior parte dos trabalhos de Henrique sobreviveu, com apenas duas de suas nove torres erguidas terem sido completamente reconstruídas. A Ala Central também serve de cortina para a Ala Interior entre as Torres de Wakefield e Lanthorn. A entrada principal da ala acontecia através de um portão, localizado provavelmente na muralha oeste no local da atual Torre de Beauchamp. A muralha de cortina foi provavelmente reconstruída por Eduardo I. A Torre de Beauchamp do século XIII marca o primeiro uso em grande escala de tijolos como material de construção na Inglaterra desde os romanos do século V. A torre é uma das treze que servem de viga para a muralha de cortina; elas são em sentido anti-horário de sul ao oeste: Sino, Beauchamp, Devereux, Flint, Bowyer, Brick, Martin, Condestável, Seta Larga, Sal, Lanthorn, Wakefield e Sangrenta. Essas torres podiam prover posições de defesa de onde tropas podiam ser implementadas e também continham acomodações. O fabricante de arcos reais, responsável pela criação dos arcos longos, bestas, catapultas e outras armas de mão e de cerco, tinha uma oficina na Torre de Bowyer. Um torreão no topo da Torre de Lanthorn era usado como farol pelos barcos que se aproximavam da Torre durante a noite.
A Capela Real de São Pedro ad Vincula, uma capela normanda que anteriormente ficava fora da Torre, acabou incorporada ao castelo como resultado das expansões de Henrique. Ele a decorou com vitrais e bancas para si e sua esposa Leonor da Provença. Ela foi reconstruída por Eduardo I ao custo de mais de trezentas libras esterlinas e novamente em 1519 por Henrique VIII; o prédio atual data desse último período, apesar da capela ter sido remodelada no século XIX. A Torre Sangrenta foi construída imediatamente ao oeste da Torre de Wakefield ao mesmo tempo que a muralha de cortina da Ala Interior, sendo um acesso por água ao castelo vindo do Tâmisa. Era uma estrutura simples protegida por rastrilhos e um portão. A Torre Sangrenta ganhou seu nome no século XVI, já que acredita-se que lá havia ocorrido o assassinado dos Príncipes na Torre. Um portão foi construído entre 1339 e 1341 na muralha de cortina entre as Torres do Sino e Sal. Vários edifícios para o armazenamento de munições foram construídos no período da Casa de Tudor ao longo da parte interna da Ala Interior. Os edifícios do castelo foram remodelados durante o período da Casa de Stuart, principalmente sob a supervisão do Escritório da Artilharia. Mais de quatro mil libras haviam sido gastas em 1663 para a construção de um depósito (hoje conhecido como Novos Arsenais) na Ala Interior. A construção do Grande Depósito ao norte da Torre Branca começou em 1688, no mesmo local dos antigos depósitos Tudor; ele foi destruído em um incêndio em 1841. O Quartel de Waterloo foi construído no local, permanecendo até hoje, abrigando as Joias da Coroa.

### Ala Exterior
A terceira ala foi criada durante a expansão de Eduardo I, com a clausura estreita cercando completamente o castelo. Ao mesmo tempo um baluarte chamado de Monte de Legge foi construído no canto noroeste da fortificação. O Monte do Latão, o baluarte do canto nordeste, foi uma adição posterior. As três torres retangulares ao longo da muralha leste ficavam quinze metros de distância uma da outra e acabaram demolidas em 1843. Apesar dos baluartes frequentemente terem sido atribuídos ao período Tudor, não há evidências para apoiar isso; investigações arqueológicas sugerem que o Monte de Legge data do reinado de Eduardo I. As ameias no lado sul do Monte de Legge são as únicas ameias medievais restantes na Torre de Londres (o resto são substituições vitorianas). Um novo fosso de cinquenta metros foi escavado além dos novos limites do castelo; ele era 4,5 m mais fundo no centro do que é hoje. Com a adição de uma nova muralha de cortina, a antiga entrada principal da Torre ficou obscurecida e redundante; uma nova entrada foi criada no canto sudoeste da muralha externa. O complexo consistia em um portão interno e externo e uma barbacã, que ficaram conhecidas como a Torre do Leão a partir da década de 1330 por estar associada com os animais da Menagerie Real. Essa torre não existe mais. Eduardo expandiu o lado sul da Torre de Londres para terras que anteriormente estavam submersas no rio Tâmisa. Nessa muralha ele ergueu entre 1275 e 1279 a Torre de São Tomás; posteriormente conhecida como Portão dos Traidores, ela substituiu a Torre Sangrenta como a entrada marítima da fortificação. O edifício é único na Inglaterra, com o paralelo mais semelhante é o agora demolido portão aquático do Palácio do Louvre. A doca foi coberta por balestreiros caso o castelo fosse atacado a partir do rio; havia também uma ponte levadiça para controlar a entrada. Havia aposentos luxuosos no primeiro andar. Eduardo também transferiu a Casa da Moeda Real para a torre; não se sabe exatamente onde era sua sede anterior, porém provavelmente ficava na Ala Exterior ou na Torre do Leão. Ela foi transferida novamente em 1560 para outro edifício perto da Torre do Sal. Uma segunda torre chamada Torre do Berço foi adicionada entre 1348 e 1355 ao leste da Torre de São Tomás para o uso particular do rei.

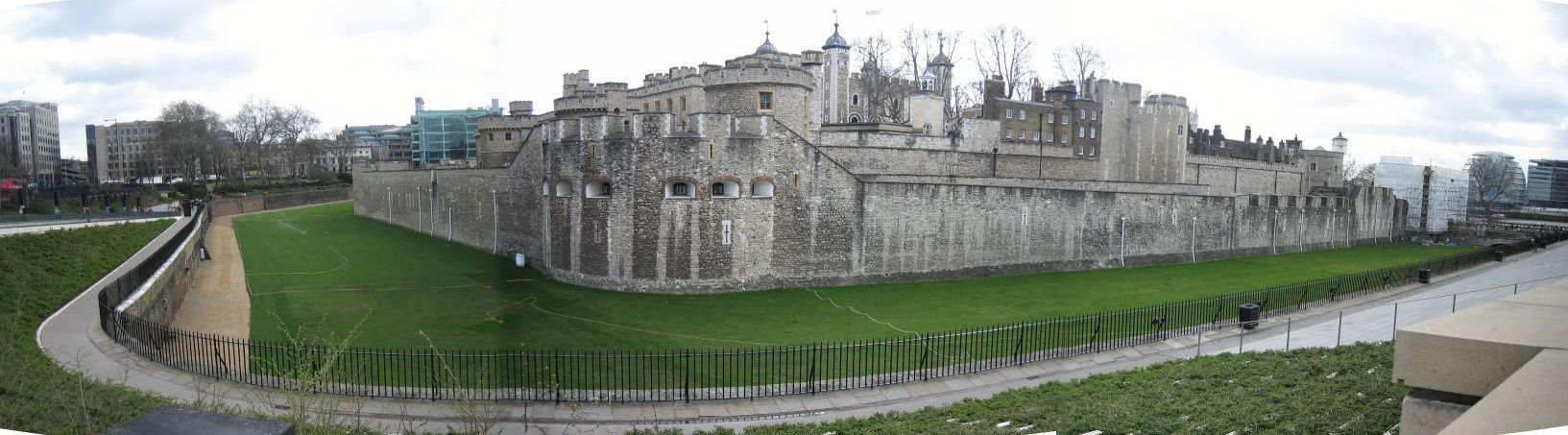
A muralha externa da Torre de Londres, com a muralha de cortina da Ala Interior visível atrás. No centro está o Monte de Legge.

## História

### Fundação
Guilherme II, Duque da Normandia, invadiu a Inglaterra e saiu vitorioso da Batalha de Hastings em 14 de outubro de 1066, passando o restante do ano garantindo seus novos domínios e fortificando posições chave. Ele encontrou vários castelos no caminho, porém tomou um caminho sinuoso em direção a Londres; ele apenas virou em direção a maior cidade inglesa quando alcançou a Cantuária. Guilherme acabou decidindo saquear Southwark antes de continuar sua viagem pelo sul da Inglaterra já que a ponte fortificada para Londres estava mantida por tropas anglo-saxãs. Várias vitórias normandas cortaram em dezembro de 1066 a linha de suprimentos da cidade, com seus líderes, isolados e intimidados, se rendendo sem lutar. Guilherme estabeleceu 36 castelos entre 1066 e 1087, apesar de referências no Domesday Book indicarem que muitos outros foram fundados por seus subordinados. A nova elite governante empreendeu-se naquilo que foi descrito como "o programa mais extenso e concentrado de construção de castelos em toda história da Europa feudal". Eles eram edifícios multipropósitos, servindo como fortificações (usadas como base de operações em territórios inimigos), centros de administração e residências.
Guilherme enviou uma comitiva avançada a fim de preparar Londres para sua chegada, celebrar sua vitória e encontrar um castelo; nas palavras do seu biógrafo Guilherme de Poitiers, "certas fortificações foram completadas na cidade contra a inquietação da enorme e brutal população. Ele [Guilherme] percebeu que era de primeira importância intimidar os londrinos". Londres era na época a maior cidade da Inglaterra; a fundação da Abadia de Westminster e do Palácio de Westminster pelo rei Eduardo, o Confessor a haviam estabelecido como um centro de governo, com um porto próspero que era importante para os normandos estabelecerem o controle do assentamento. Outros dois castelos — Castelo de Baynard e a Torre de Montfichet — foram estabelecidos na mesma época. A fortificação que viria a ser conhecida como a Torre de Londres foi construída no canto sudeste das antigas muralhas romanas, usando-as como itens pré-fabricados de defesas, com o rio Tâmisa fornecendo proteção adicional pelo sul. A fase inicial do castelo era cercada por um fosso e defendida por uma paliçada de madeira, contendo provavelmente acomodações adequadas para Guilherme.

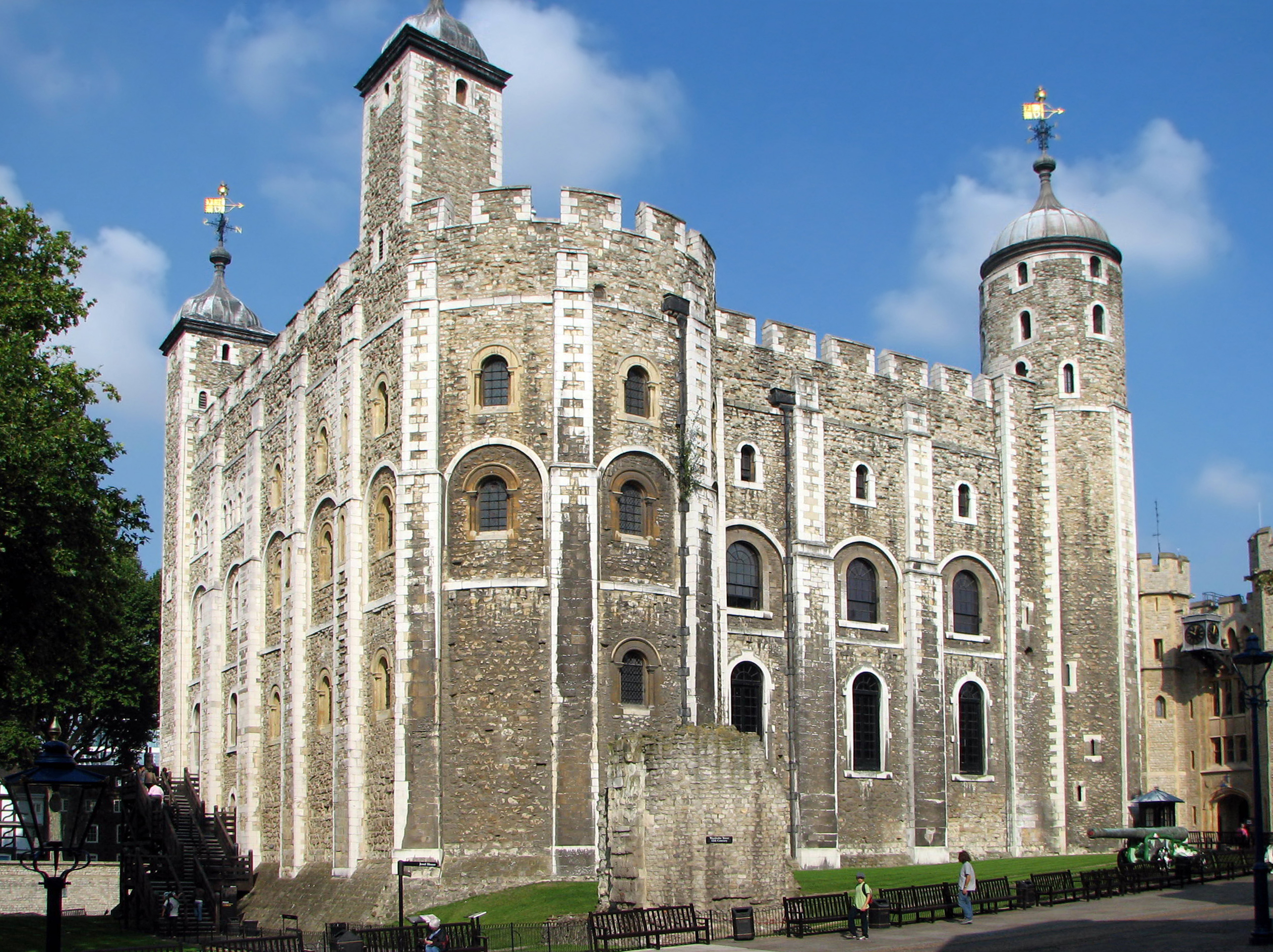
A Torre Branca.

A maioria dos primeiros castelos normandos eram construídos com madeira, porém alguns como a Torre de Londres foram renovados ou reconstruídos no final do século XI com pedra. Geralmente considera-se que os trabalhos na Torre Branca — que dá a todo o castelo seu nome — começaram em 1078, porém a data exata é desconhecida. Guilherme encarregou Gundulfo, Bispo de Rochester, da construção, apesar dela talvez não tenha sido concluída até depois da morte do rei em 1087. A Torre Branca é a mais antiga torre de menagem de pedra de toda Inglaterra, sendo o ponto mais forte de todo o castelo original. Também continha grandes acomodações para o monarca. Ela provavelmente foi finalizada por volta de 1100 quando Ranulfo Flambard, Bispo de Durham, foi aprisionado lá. Flambard era odiado pelos ingleses por cobrar impostos severos. Além dele ter sido o primeiro prisioneiro da Torre que se tem registro, ele também foi a primeira pessoa a escapar dela, usando uma corda secretamente passada para ele dentro de uma garrafa de vinho. Flambard foi mantido em luxúria e com criados, porém ele realizou um banquete para seus captores em 2 de fevereiro de 1101. Ele os embebedou e se trancou em uma câmara quando ninguém estava olhando, descendo com a corda pela janela. A fuga foi tão surpreendente que um crônico contemporâneo chegou a acusar o bispo de bruxaria.
A Crônica Anglo-Saxônica registra que o rei Guilherme II ordenou em 1097 a construção de uma muralha ao redor da Torre de Londres; ela provavelmente foi construída com pedra e deve ter substituído a paliçada de madeira que cercava os lados norte e oeste do castelo, entre a muralha romana e o Tâmisa. A conquista normanda não se manifestou apenas com uma nova classe governante, mas também no modo como Londres foi estruturada. Terras foram confiscadas e distribuídas dentre os normandos, que também trouxeram centenas de judeus por motivos financeiros. Os judeus chegaram sob proteção direta da Coroa, e como resultado as comunidades judias frequentemente ficavam perto dos castelos. Eles usavam a Torre como retiro quando ameaçados de violência.
A morte de Henrique I em 1135 levou uma disputa pela sucessão na Inglaterra; apesar do rei ter persuadido seus barões mais importantes a apoiarem sua filha Matilde, seu sobrinho Estêvão de Blois chegou da França alguns dias depois e tomou o trono. A importância da cidade e sua Torre foi o que marcou a velocidade com que ele garantiu Londres. O castelo, que há algum tempo não era usado como residência real, era geralmente deixado aos cuidados do Condestável da Torre, posto que na época era mantido por Godofredo de Mandeville. Já que a Torre era considerada uma fortaleza inexpugnável em uma posição estrategicamente importante, sua posse era altamente valiosa. Mandeville explorou isso, vendendo sua aliança para Matilde depois de Estêvão ter sido capturado em 1141 na Batalha de Lincoln. No ano seguinte, quando o apoio dela desapareceu, ele voltou a ser leal para Estêvão. Mandeville acabou se tornando "o homem mais rico e poderoso na Inglaterra" através de seu cargo de condestável. Tempos depois quando ele tentou usar o mesmo estratagema novamente, desta vez conversando secretamente com Matilde, Estêvão o prendeu e o forçou a ceder seus castelos, substituindo-o por um de seus apoiadores mais leais. Até então a posição de condestável tinha sido hereditária, originalmente entregue a outro Godofredo de Mandeville — um amigo de Guilherme I e ancestral do Godofredo que Estêvão e Matilde lidaram — porém a autoridade do cargo era tão grande que desde então ela passou a ser dada por nomeação do monarca. O condestável era geralmente alguém de grande importância, que nem sempre estava no castelo por causa de outras funções. Apesar dele ainda ficar responsável por manter o castelo e sua guarnição, desde os primeiros anos ele tinha um subordinado para auxiliar nessas funções: o Tenente da Torre. Os condestáveis também tinham deveres civis relacionados a cidade. Geralmente eles recebiam o controle de Londres e eram responsáveis por cobrar impostos, garantir a lei e manter a ordem. A criação do cargo de Lorde Prefeito de Londres em 1191 removeu muitos dos deveres civis do condestável, algo que às vezes criava animosidade entre os dois.

### Expansão
O castelo manteve sua forma estabelecida em 1100 até o reinado de Ricardo I. Ele foi expandido por Guilherme Longchamp, o Lorde Chanceler de Ricardo e o homem encarregado de cuidar da Inglaterra enquanto o rei estava em cruzada. Os registros mostram que quase três mil libras foram gastas na Torre de Londres entre dezembro de 1189 e novembro de 1190, de um total de cerca de sete mil libras que ele gastou na construção de castelos na Inglaterra. De acordo com crônico contemporâneo Rogério de Hoveden, Longchamp cavou um fosso ao redor do castelo e tentou sem sucesso enchê-lo com água do Tâmisa. Ele também foi nomeado Condestável da Torre e realizou sua expansão enquanto se preparava para uma guerra contra João, irmão mais novo de Ricardo, que na ausência do rei tentou tomar o poder. Como sua principal fortificação, Longchamp tentou fazê-la o mais forte possível. As novas construções foram testadas em outubro de 1211, quando a Torre foi cercada pela primeira vez em sua história. O Lorde Chanceler decidiu capitular com João depois de apenas três dias porque achou que teria mais a ganhar ao se render do que prolongar o cerco.

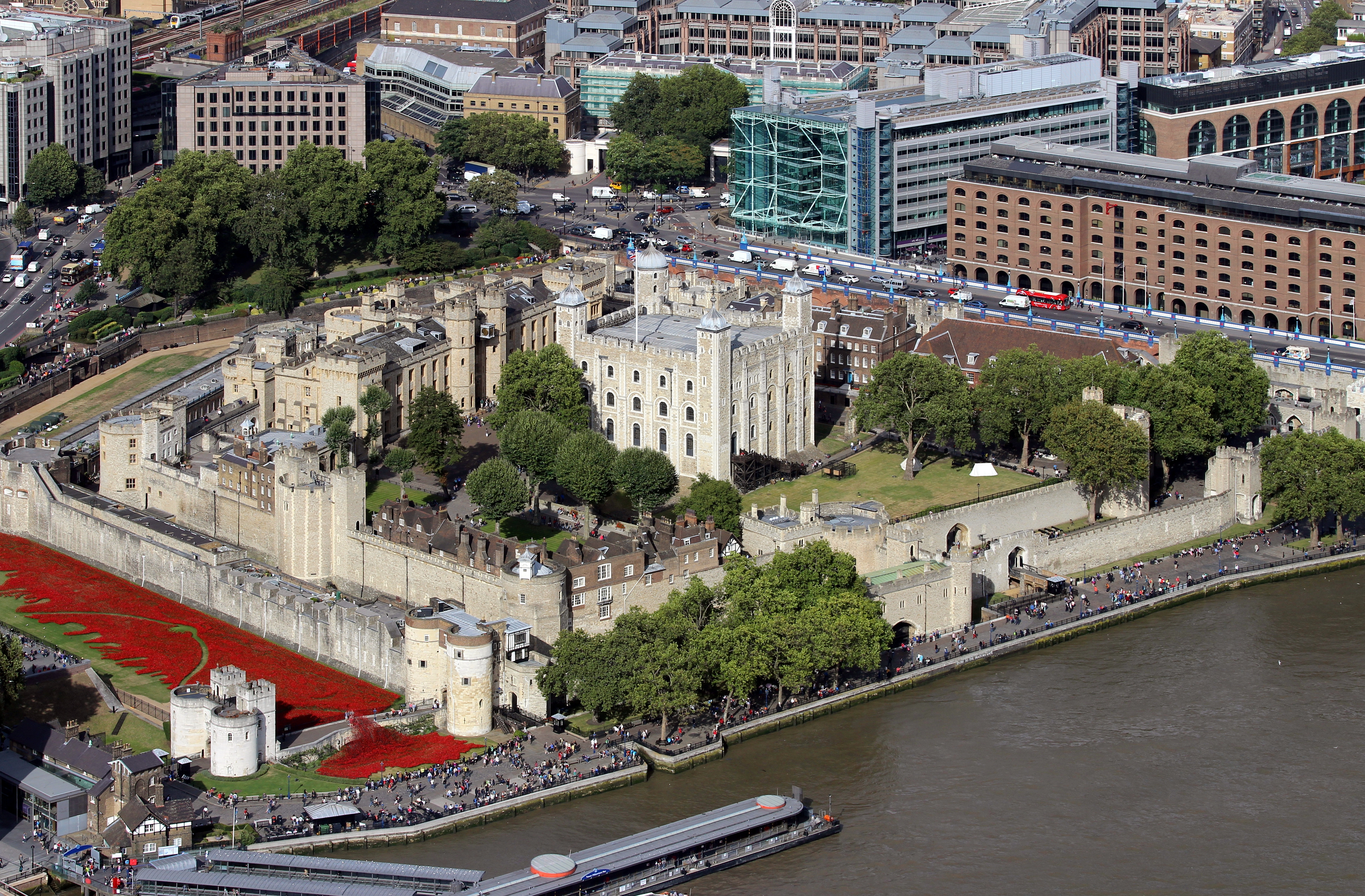
O complexo da Torre de Londres visto do outro lado do Tâmisa.

João acabou sucedendo Ricardo como rei em 1199, porém seu reinado foi impopular com muitos de seus barões, que acabaram se revoltando contra ele. Roberto Fitzwalter liderou um exército para Londres em 1214 enquanto o rei estava em Windsor e cercou a Torre. A fortificação resistiu apesar de contar com poucos homens, com o cerco acabando depois de João assinar a Magna Carta. O rei voltou atrás em suas promessas de reforma, o que fez estourar a Primeira Guerra dos Barões. Fitzwalter tinha conseguido manter o controle de Londres mesmo depois da Magna Carta. A guarnição da Torre se aliou aos barões durante o conflito. João foi deposto em 1216 e os barões ofereceram o trono inglês a Luís, filho mais velho do rei Luís VII da França. Entretanto, com a morte do rei em outubro, muitos começaram a apoiar a reivindicação de seu filho Henrique. A guerra continuou entre as facções, com Fitzwalter apoiando Luís. Ele manteve o controle de Londres e da Torre até que ficou claro que os apoiadores de Henrique sairiam vitoriosos.
Henrique III e Eduardo I expandiram o castelo durante o século XIII, essencialmente criando o que existe hoje. Henrique era distante de seus barões e a falta de entendimento mútuo levou a agitações e ressentimentos com seu reinado. Como resultado, o rei estava ansioso para garantir que a Torre de Londres fosse uma fortificação formidável; ao mesmo tempo ele era um esteta e queria que o castelo fosse um lugar confortável para se viver. Quase dez mil libras foram gastas na Torre entre 1216 e 1227; nesse período, apenas o trabalho de quinze mil libras no Castelo de Windsor custou mais. A maioria das obras se concentraram na ala central e nos edifícios palaciais. A tradição de branquear a Torre Branca (da qual deriva seu nome) começou em 1240.
O castelo foi expandido para leste, norte e noroeste a partir de 1238. Os trabalhos duraram pelo restante do reinado de Henrique III e para o de Eduardo I, interrompidos ocasionalmente por agitações civis. Novas criações incluíram um perímetro de defesa, torres cravejadas e um fosso defensivo em todos os lados em que a fortaleza não era protegida pelo rio. A extensão ao leste levou a Torre além dos limites do antigo assentamento romano. A Torre de Londres há muito era vista como um símbolo de opressão desprezada pelos londrinos, com as obras de Henrique sendo impopulares. Os cidadãos da cidade até celebraram em 1240 quando o portão desmoronou. A expansão também causou perturbações localmente, com uma compensação de 166 libras sendo paga ao Hospital de Santa Catarina e ao Priorado da Santíssima Trindade.
Henrique III frequentemente realizava a corte na Torre de Londres, também realizando o parlamento lá em duas ocasiões (1236 e 1261) por achar que seus barões estavam ficando perigosamente rebeldes. Os barões descontentes liderados por Simão de Montfort, 6.° Conde de Leicester, forçaram o rei em 1258 a concordar com reformas que incluíam a realização regular de parlamentos. Abrir mão da Torre de Londres também era uma das reivindicações. Henrique III não queria perder seu poder e procurou permissão papal para quebrar seu juramento. Ele se instalou na Torre em 1261 com a ajuda de mercenários. O rei se abrigou no castelo enquanto negociava com os barões, apesar de nenhum exército ter tentado tomá-lo. Uma trégua foi concordada sob a condição que Henrique entregasse o controle da Torre. Ele conseguiu uma grande vitória em 1265 na Batalha de Evesham, permitindo que reconquistasse o país e a fortificação. O cardeal Ottobuono Fieschi foi para a Inglaterra excomungar todos que ainda permaneciam em rebelião; a ação foi extremamente impopular e ficou ainda pior quando o cardeal recebeu a custódia da Torre de Londres. Gilberto de Clare, 7.º Conde de Gloucester, marchou para Londres e cercou o castelo em abril de 1267, declarando que a custódia da Torre "não é um posto a ser confiado nas mãos de um estrangeiro, muito menos um eclesiasta". Gilberto não conseguiu tomar a fortificação mesmo com um grande exército e máquinas de cerco. Ele recuou, permitindo que Henrique retomasse a cidade, com a Torre ficando em paz pelo restante de seu reinado.
Eduardo I raramente passava seu tempo em Londres, porém realizou extensas reformulações na Torre ao custo de 21 mil libras entre 1275 e 1285, mais do que o dobro do que havia sido gasto no reinado de Henrique III. Eduardo tinha experiência na construção de castelos e usou o que aprendeu durante as cruzadas para trazer inovações para suas fortificações. Seu programa de construção de castelos no País de Gales anunciou a introdução do amplo uso de balestreiros em castelos europeus, influenciados pela arquitetura oriental. Eduardo preencheu o fosso cavado por Henrique e construiu uma nova muralha de cortina ao longo da Torre de Londres. Outro fosso foi criado em frente da nova muralha. A parte oeste da muralha de Henrique III foi reconstruída, com a Torre de Beauchamp substituindo o antigo portão do castelo. Uma nova entrada foi criada com defesas elaboradas, incluindo dois portões e um barbacã. Eduardo também ergueu dois moinhos de água para tentar deixar o castelo autossuficiente. Seiscentos judeus chegaram a ser aprisionados na Torre de Londres em 1278 sob a acusação de desvalorizarem a moeda. A perseguição da população judia começou sob Eduardo em 1276, culminando em 1290 quando ele publicou o Édito de Expulsão, forçando todos para fora do país.

### Período medieval

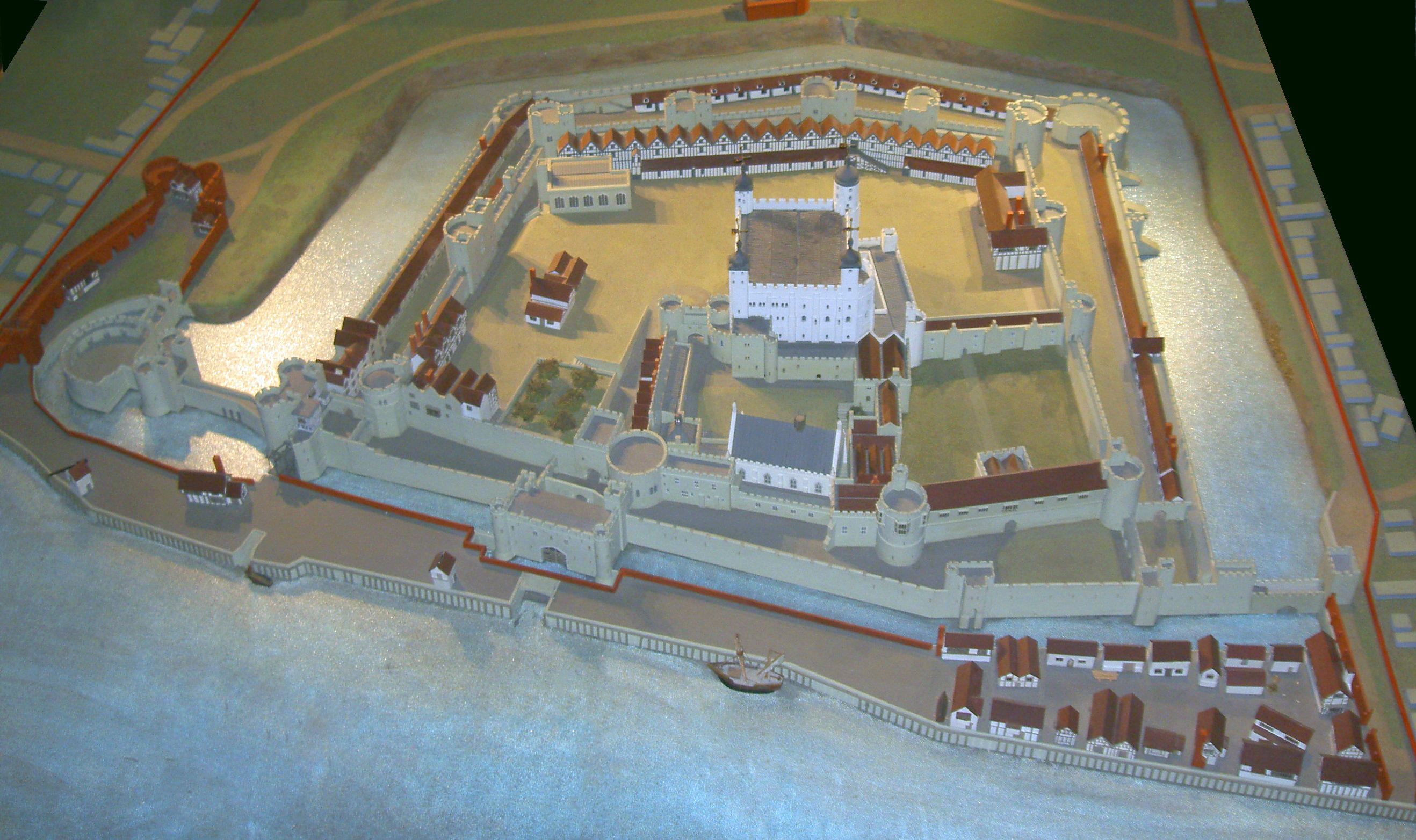
Miniatura da Torre de Londres em sua configuração depois das expansões de Eduardo I.

Poucas atividades ocorreram na Torre de Londres durante o reinado de Eduardo II. Mesmo assim, foi nesse período que o Guarda-Roupas Privado foi fundado. A instituição era baseada na Torre e responsável por organizar as vestes de estado. Margarida de Clare se tornou em 1321 a primeira mulher a ser aprisionada na Torre depois de barrar a entrada da rainha Isabel da França, esposa de Eduardo II, no Castelo de Leeds e ordenar que seus arqueiros disparassem contra Isabel, matando seis membros de sua comitiva real. Entretanto, a fortificação não era completamente segura, com muitas pessoas tendo subornado os guardas para ajudar na fuga ao longo de sua história. Rogério Mortimer, 1.º Conde de March, foi auxiliado em 1322 em sua fuga pelo subtenente da Torre que deixou que os homens de Mortimer entrassem. Eles abriram um buraco na parede de sua cela e ele fugiu em um barco que estava esperando. O conde foi para a França onde encontrou Isabel. Os dois começaram um caso e conspiraram derrubar o rei. Uma de suas primeiras ações ao voltar para a Inglaterra foi capturar a Torre de Londres e libertar seus prisioneiros. Mortimer e Isabel governaram o país por três anos enquanto Eduardo III ainda era jovem; Eduardo e seus apoiadores capturaram Mortimer em 1330 e o jogaram do alto da Torre. Durante seu reinado a Inglaterra teve sucessos militares depois do reinado de Eduardo II ter colocado o reino atrás dos escoceses e franceses. Dentre suas vitórias mais famosas estão as batalhas de Crécy e Poitiers, onde o rei João II da França foi feito prisioneiro, e também a Batalha de Neville's Cross, em que o rei David II da Escócia também foi capturado. A Torre de Londres abrigou vários prisioneiros nobres durante esse período. Eduardo II tinha deixado que o castelo caísse em estado de abandono, sendo um lugar desconfortável durante o reinado de Eduardo III. A nobreza mantida em cativeiro dentro de suas muralhas não podia realizar atividades como a caça, que era permitida em outros castelos reais utilizados como prisões. O rei acabou ordenando que a Torre fosse renovada.

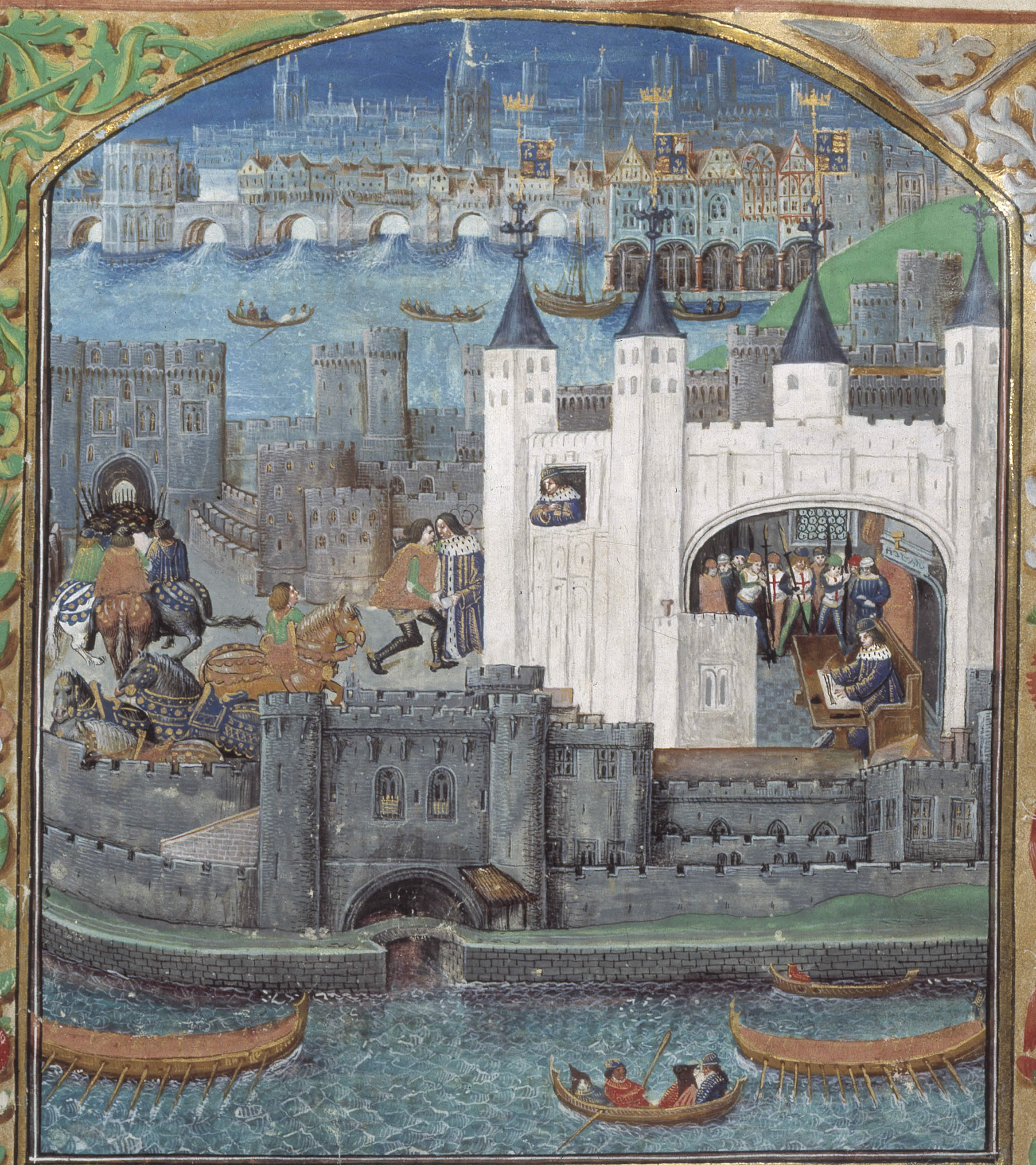
Representação do século XV do aprisionamento de Carlos, Duque d'Orleães e sobrinho do rei francês. Esta é a imagem mais antiga da Torre de Londres que se tem registro.

Ricardo II ascendeu ao trono em 1377 e liderou uma procissão da Torre até a Abadia de Westminster durante sua coroação. Essa tradição começou no final do século XIV e durou até 1660. O castelo foi cercado em 1381 durante a Revolta Camponesa com o rei dentro. Uma multidão conseguiu entrar na Torre e saquear a Casa das Jóias quando Ricardo saiu para se encontrar com o líder rebelde Wat Tyler. Simão Sudbury, o Arcebispo da Cantuária, se refugiu na Capela de São João na esperança de que a turba fosse respeitar o santuário. Entretanto, ele foi capturado e decapitado no Morro da Torre. Houve mais agitações civis seis anos depois e o rei passou o Natal na Torre de Londres por segurança, ao invés de em Windsor como era o costume. Ricardo acabou aprisionado na Torre em 1399 quando Henrique Bolingbroke voltou de seu exílio. Ele abdicou e foi sucedido por Bolingbroke, que se tornou o rei Henrique IV. Houve poucos trabalhos de construção na fortificação durante o século XV, mas mesmo assim ele manteve-se como um importante local de refúgio. Quando os apoiadores de Ricardo II tentaram realizar um golpe, Henrique IV se refugiou na Torre. O castelo também manteve importantes prisioneiros nesse período. Jaime, Duque de Rothesay e herdeiro do trono escocês, posterior rei Jaime I da Escócia, foi sequestrado em 1406 enquanto viajava para a França e mantido na Torre. O reinado de Henrique V renovou a sorte da Inglaterra na Guerra dos Cem Anos. Como resultado de suas vitórias, como a Batalha de Azincourt, muitos prisioneiros de alto valor foram aprisionados no castelo até que resgates fossem pagos.
A maior parte da segunda metade do século XV foi marcada pela Guerra das Rosas entre duas casas reais reivindicando o trono, Lencastre e Iorque. A Torre de Londres foi cercada novamente em 1460 pelas forças iorquistas. Ela foi danificada por tiros de artilharia, porém apenas se rendeu depois do rei Henrique VI ter sido capturado na Batalha de Northampton. Henrique recapturou o trono com a ajuda de Ricardo Neville, 16.º Conde de Warwick, por um breve período em 1470. Entretanto, Eduardo IV reconquistou o controle e Henrique VI foi aprisionado no castelo, onde provavelmente foi assassinado. A Torre foi fortificada durante os anos de guerra para suportar tiros de canhão e equipada com ameias para canhões e armas menores; uma pequena muralha foi criada para esse propósito ao sul do Morro da Torre, porém ela não existe mais.
Eduardo IV morreu em 1483 e tradicionalmente acredita-se que o assassinato dos Príncipes na Torre aconteceu pouco depois. O incidente é um dos eventos mais infames associados com a Torre de Londres. Ricardo, Duque de Gloucester, foi declarado Lorde Protetor porque seu sobrinho o rei Eduardo V era muito jovem para governar. Os relatos tradicionais dizem que Eduardo, então com apenas doze anos de idade, foi confinado na Torre de Londres junto com seu irmão Ricardo de Shrewsbury, Duque de Iorque. O Duque de Gloucester foi proclamado rei em julho do mesmo ano como Ricardo III. Os dois irmãos foram vistos em público pela última vez em junho; desde então acreditou-se que a razão mais provável por seu desaparecimento é que ambos foram assassinados no verão de 1483. Ossos que se acreditavam pertencer aos dois foram descobertos em 1674 quando uma parte da entrada da Torre Branca foi demolida; porém, o nível em que foram encontrados colocariam os ossos em uma profundidade similar de um cemitério romano descoberto no século XXI a algumas centenas de metros ao norte. A oposição contra Ricardo III cresceu até ele ser derrotado e morto em 1485 na Batalha de Bosworth Field pelo lencastriano Henrique Tudor, que tomou o trono como o rei Henrique VII.

### Diferentes usos
O começo do período da Casa de Tudor marcou o início do declínio da Torre de Londres como residência real. O crônico Raphael Holinshed do século XVI disse que o castelo estava sendo mais usado como "um depósito de arsenais e munição, e para isso um lugar de custódia de ofensores do que um palácio real para um rei ou rainha desfrutarem". Os Alabardeiros da Guarda eram os guarda-costas reais desde pelo menos 1509. Foi avaliado durante o reinado de Henrique VIII que a Torre precisava de trabalhos consideráveis em suas defesas. Tomás Cromwell gastou 3.593 libras em reparos durante 1532 e importou quase três mil toneladas de pedras de Caen para as obras. Isso mesmo assim não foi o suficiente para elevar o castelo ao padrão de fortificações militares que eram projetadas para aguentar uma forte artilharia. Apesar das defesas terem sido consertadas, os edifícios do palácio foram deixados em estado de negligência após a morte de Henrique. Suas condições eram tão ruins que ficaram virtualmente inabitáveis. A Torre de Londres foi apenas utilizada como residência real depois de 1547 quando seu simbolismo histórico e político era considerado útil, como por exemplo Eduardo VI, Maria I e Isabel I permaneceram brevemente na Torre antes de suas coroações.

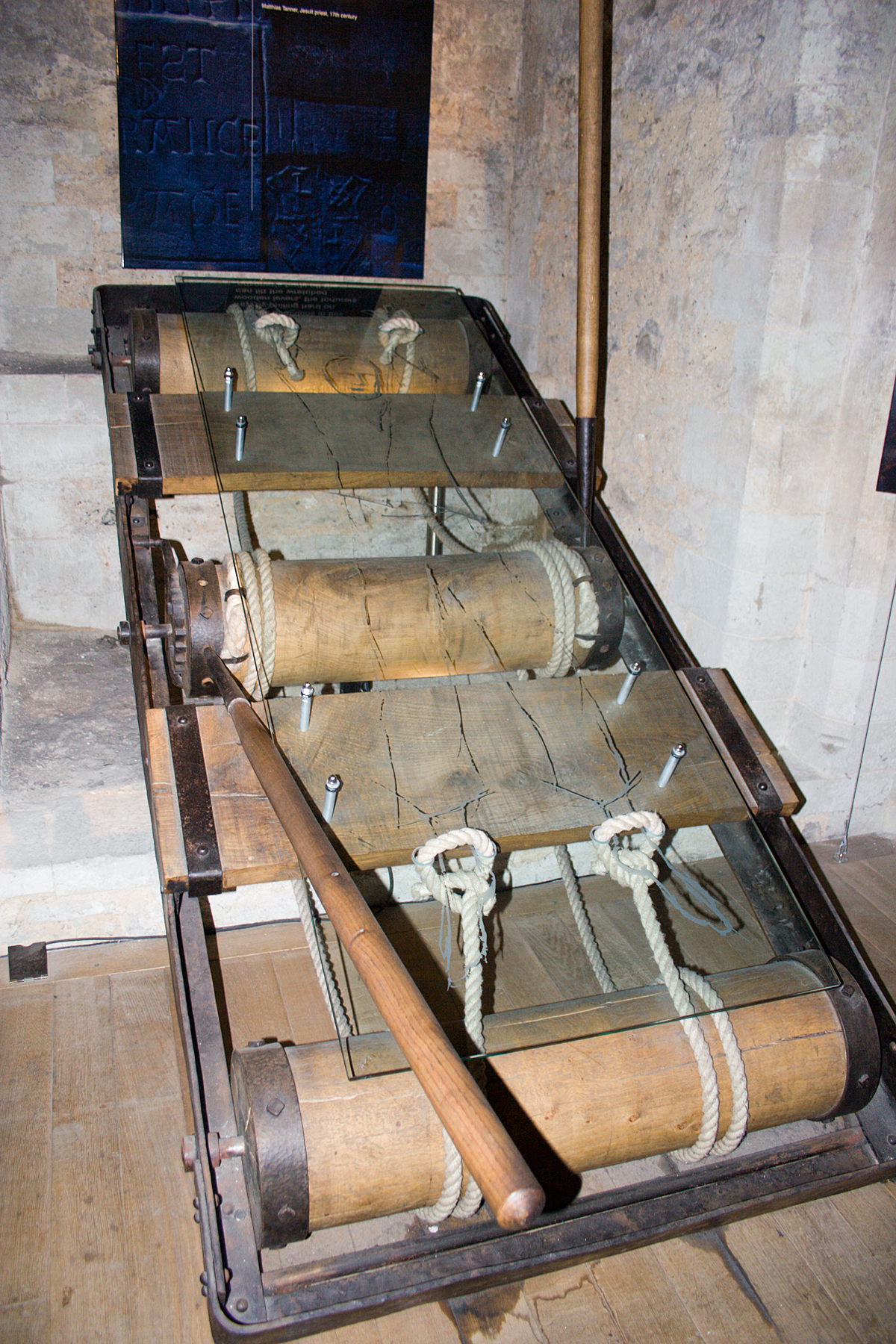
Um dos cavaletes de tortura da Torre de Londres.

A Torre adquiriu durante o século XVI a reputação de uma prisão desagradável e ameaçadora. Isso nem sempre foi o caso. Como castelo real ela era usada pelo monarca para aprisionar pessoas por diversas razões, porém elas eram geralmente indivíduos de alta classe social que ficavam por pouco tempo e não cidadãos comuns, já que existiam muitas outras prisões em outros lugares para manter pessoas do povo. Os prisioneiros, ao contrário da crença popular, conseguiam ter vidas mais fáceis ao comprar amenidades como comida melhor ou tapeçarias através do Tenente da Torre. Já que manter prisioneiros era uma função incidental da Torre de Londres — como era o caso com qualquer outro castelo — não existiam acomodações construídas especificamente para esse fim até 1687, quando um galpão de tijolos chamado de "Prisão para Soldados" foi construído ao noroeste da Torre Branca. A reputação da Torre como um local de tortura e aprisionamento vem principalmente de propagandistas religiosos do século XVI e romancistas do século XIX. Apesar de grande parte da reputação ser exagerada, os séculos XVI e XVII viram o auge do castelo como uma prisão, com muitos religiosos e indesejáveis políticos sendo presos dentro de suas muralhas. O Conselho Privado tinha de autorizar o uso da tortura, então não foi algo usado frequentemente; entre 1540 e 1640, o apogeu dos aprisionamentos na Torre, houve 48 casos registrados de tortura. Os três métodos mais utilizados eram o cavalate, grilhões de ferro e algemas. O cavalete foi levado para a Inglaterra por João Holland, 2.º Duque de Exeter e Condestável da Torre; o instrumento consequentemente ficou conhecido como a "Filha do Duque de Exeter". Uma das pessoas mais famosas a serem torturadas na Torre foi Guy Fawkes, que foi trazido em 6 de novembro de 1605; ele acabou assinando uma confissão completa da Conspiração da Pólvora depois de passar por sessões de tortura.
Dentre aqueles executados na Torre de Londres estava a rainha Ana Bolena. Apesar dos Alabardeiros da Guarda terem outrora sido os guarda-costas reais, sua principal função durante os séculos XVI e XVII passou a ser vigiar os prisioneiros. O castelo era muitas vezes um lugar mais seguro do que outras prisões de Londres, como a Prisão de Fleet, onde doenças se espalhavam. Prisioneiros de alto valor poderiam esperar condições comparáveis a aquelas do lado de fora; por exemplo, quando sir Valter Raleigh foi mantido na Torre, seus aposentos foram modificados para acomodar sua família, incluindo seu filho que nasceu no local em 1605. As execuções normalmente ocorriam no Morro da Torre ao invés de dentro da própria Torre de Londres, com 112 pessoas tendo sido executadas ao longo de quatrocentos anos. Houve sete execuções dentro do castelo antes do século XX; como foi o caso com Joana Grey, isso era reservado aos prisioneiros cujas execuções eram consideradas perigosas demais para serem realizadas em público. Depois da execução de Joana em 12 de fevereiro de 1554, Maria I aprisionou sua meia-irmã Isabel na Torre de Londres sob suspeita de ter conspirado com sir Tomás Wyatt em uma revolta contra a rainha.
O Escritório da Artilharia e o Escritório do Arsenal foram fundados no século XV, assumindo as funções do Guarda-Roupas Privado em cuidar do arsenal e os objetos de valor do monarca. Já que não havia nenhum exército de prontidão até 1661, o arsenal real na Torre de Londres era de grande importância porque providenciava uma base profissional na procura de suprimentos e equipamentos em tempos de guerra. Os dois órgãos residiam na Torre desde pelo menos 1494, mudando para a Ala Interior no século XVI. As tensões políticas entre Carlos I e o parlamento na metade do século XVII levaram a uma tentativa das forças realistas de tomarem o castelo e seus conteúdos valiosos, incluindo dinheiro e munições. A força miliciante Trainband foi para o castelo em 1640. Planos de defesa foram traçados e plataformas de tiro foram construídas, preparando a Torre para a guerra. As preparações nunca foram colocadas a prova. Carlos tentou prender cinco membros do parlamento em 1642; essa tentativa falhou e ele fugiu de Londres, com o parlamento retalhando ao remover sir João Byron da posição de Tenente da Torre. Os Trainband passaram para o lado do parlamento, cercando a Torre. Byron abriu mão da fortificação com a permissão do rei. O parlamento o substituiu com o um homem de sua própria escolha, sir João Conyers. A Torre de Londres já estava sob o controle parlamentar quando a Guerra Civil Inglesa começou em 1642.
Carlos II foi em 1660 o último monarca a realizar a tradição da procissão desde a Torre até a Abadia de Westminster para ser coroado. Nessa época, as acomodações do castelo estavam em condições tão ruins que o rei não passou a noite no local. Os edifícios da Torre foram reformados durante o período dos monarcas da Casa de Stuart, principalmente sob a supervisão do Escritório da Artilharia. Mais de quatro mil libras foram gastas em um novo armazém em 1663, conhecido como Novos Depósitos na Ala Central. Houve planos no século XVII de melhorar as defesas do castelo no estilo de uma fortificação abaluartada, porém eles nunca foram colocados em prática. Apesar das instalações da guarnição terem sido aprimoradas em 1670 com a construção do primeiro alojamento específico para os soldados (o Quartel Irlandês), as acomodações como um todo ainda estavam em condições ruins.

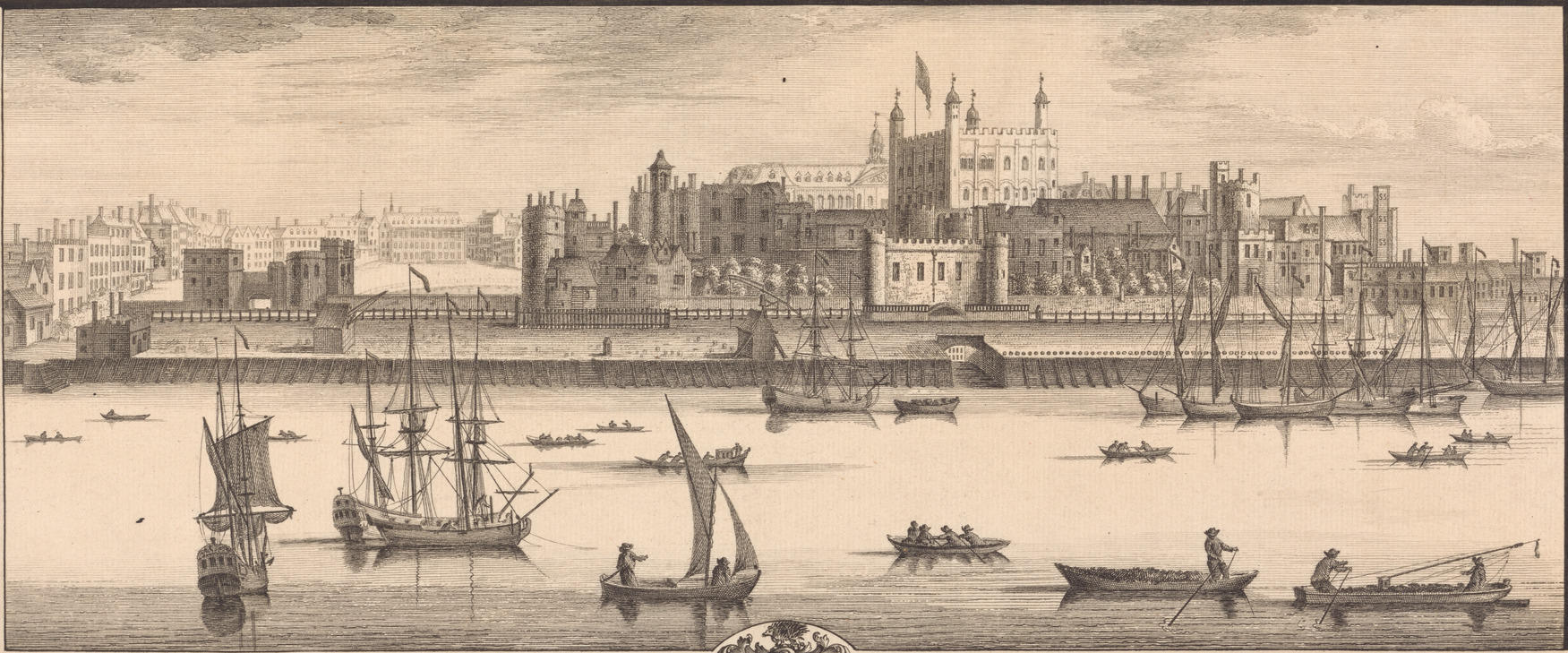
Gravura da Torre de Londres em 1737, por Samuel e Nathaniel Buck.

A situação da Casa de Hanôver era incerta quando Jorge I ascendeu ao trono em 1714, com a Torre de Londres sendo reparada tendo em vista uma possível revolta escocesa. As plataformas de tiro construídas sob os Stuart já estavam decadentes. O número de armas foi reduzido de 118 para 45, com um contemporâneo comentando que o castelo "não aguentaria vinte quatro horas contra um exército preparado para um cerco". As obras nas defesas foram espasmódicas e fragmentadas durante o século XVIII, apesar de um novo portão ter sido construído em 1774 na parte sul da muralha de cortina para permitir acesso à Ala Exterior. O fosso ao redor do castelo havia assoreado com o passar dos séculos, apesar de tentativas de limpá-lo. Ele ainda era uma parte importante das defesas da Torre, assim Arthur Wellesley, 1.º Duque de Wellington e Condestável da Torre, ordenou em 1830 uma grande limpeza de vários metros de lodo. Isso não impediu um surto de doença em 1841 entre a guarnição causada por um suprimento ruim de água, resultando em várias mortes. Foi ordenado que a o fosso fosse drenado e preenchido por terra como impedir outros problemas de saúde. O trabalho começou em 1843 e terminou menos de dois anos depois. A construção do Quartel de Waterloo começou na Ala Central em 1845, quando Wellington colocou a pedra fundamental. O edifício podia acomodar mil homens; ao mesmo tempo, um quartel separado para os oficiais foi construído ao nordeste da Torre Branca. O prédio hoje serve como sede do Regimento Real de Fuzileiros. A popularidade do cartismo entre 1828 e 1858 criou um desejo para que a Torre de Londres fosse refortificada em caso de agitação civil. Foi o último grande programa de fortificação do castelo. A maioria das instalações sobreviventes para uso de artilharia datam desse período.
Onze homens foram julgados em particular e fuzilados por espionagem dentro da Torre durante a Primeira Guerra Mundial. O castelo foi novamente usado como prisão durante a Segunda Guerra Mundial. Uma das pessoas aprisionadas foi Rudolf Hess, vice de Adolf Hitler, apesar de apenas por quatro dias em 1941. Ele foi o último prisioneiro de estado mantido na Torre. A última pessoa a ser executada no local foi o espião alemão Josef Jakobs, que foi fuzilado em 15 de agosto de 1941. As execuções por espionagem durante as guerras ocorreram em um estande de tiro pré-fabricado que existiu na Ala Exterior até ser demolido em 1969. Foi também durante a Segunda Guerra Mundial que a Torre de Londres serviu pela última vez como fortificação. Em caso de uma invasão alemã, a Torre junto com a Casa da Moeda e outros armazéns próximos serviriam como "castelos" ou complexos de edifícios que seriam as últimas linhas de defesa da capital.

## Restauração e turismo
A Torre de Londres se tornou uma das atrações turísticas mais populares e conhecidas da Inglaterra. Ela tem sido um ponto turístico desde pelo menos o reinado de Isabel I, quando era um dos locais de Londres que visitantes frequentemente escreviam a respeito. Suas atrações mais populares eram o Menagerie Real e sua exibição de armaduras. As Joias da Coroa também ganharam grande atenção, estando em exibição no castelo desde 1669. A Torre ganhou cada vez mais popularidade com os turistas ao longo do século XIX, apesar do Duque de Wellington ter sido contra a abertura para visitantes. O número de pessoas ficou tão alto que uma bilheteria teve de ser construída em 1851. Ao final do século, mais de quinhentos mil visitantes passavam pelo castelo anualmente.
Os edifícios palacianos foram lentamente adaptados ao longo dos séculos XVIII e XIX para outros usos, enquanto outros foram demolidos. Apenas as torres de Wakefield e São Tomás sobreviveram. O interesse no passado medieval inglês cresceu consideravelmente no século XVIII. Um dos efeitos foi o surgimento da arquitetura neogótica. Na arquitetura da Torre isso foi manifestado quando o Novo Arsenal Equestre foi erguido em 1825 na parte sul da Torre Branca. Ele continha elementos neogóticos como as ameias. Outros edifícios foram remodelados para se assemelharem ao estilo, enquanto o Quartel de Waterloo foi descrito como "um gótico acastelado do século XV". Instituições como a Casa da Moeda, que estavam no castelo há séculos, se mudaram para outros locais entre 1845 e 1885; muitas estruturas pós-medievais deixadas vazias foram demolidas. O Escritório de Guerra assumiu em 1855 a responsabilidade de manufaturar e armazenar armas das mãos do Escritório da Artilharia, que foi gradualmente extinto do castelo. Ao mesmo tempo, houve um grande interesse na história da Torre de Londres.

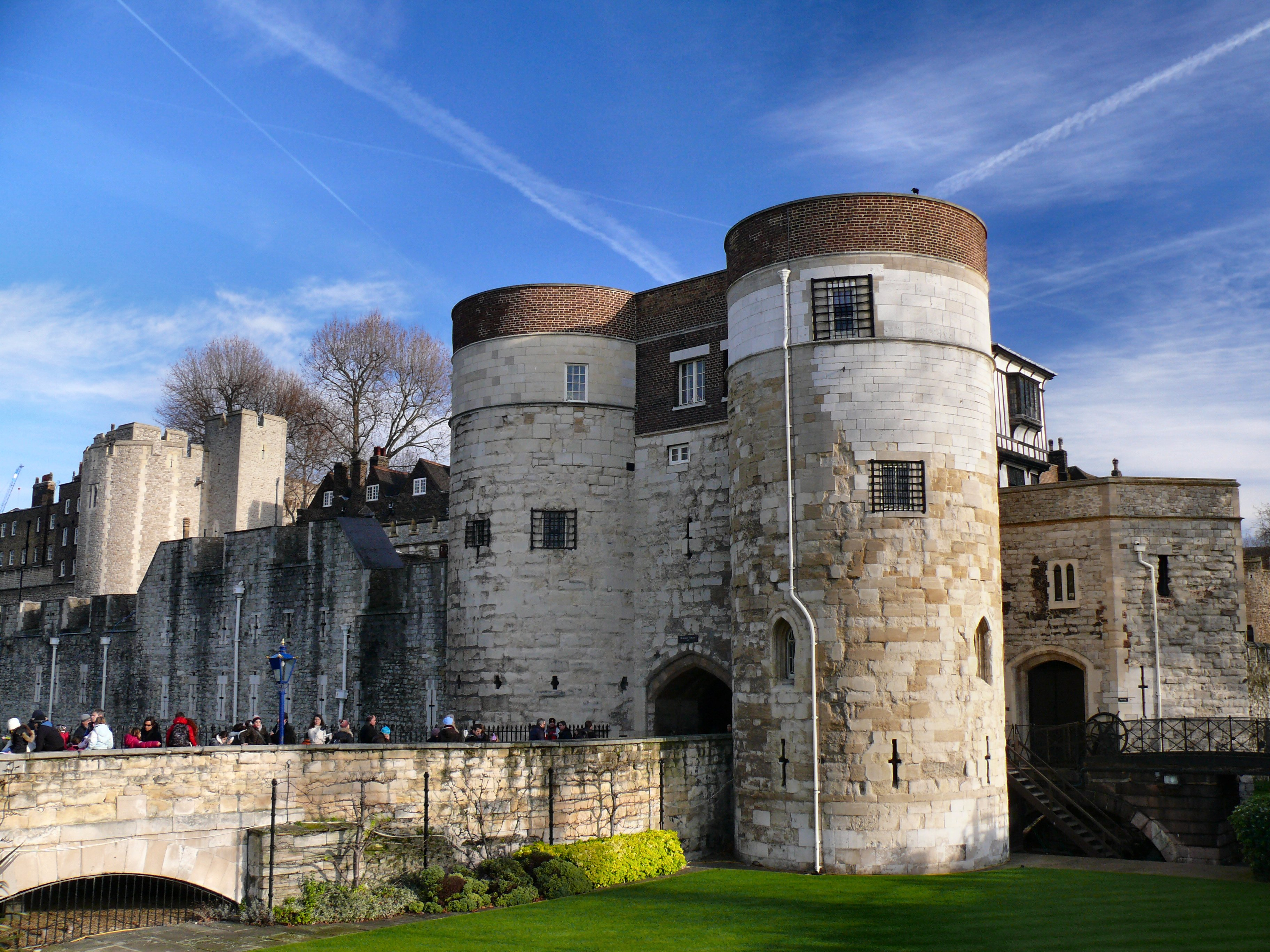
A entrada principal da Torre de Londres. Hoje o castelo é um ponto turístico popular.

O interesse público foi parcialmente impulsionado por escritores contemporâneos, dos quais o trabalho de William Harrison Ainsworth foi particularmente influente. Em The Tower of London: A Historical Romance, ele criou uma imagem vívida das câmaras de tortura e equipamentos para extrair confissões que ficaram presas na imaginação popular. Harrison também teve outro papel na história da Torre, já que foi ele quem sugeriu que a Torre de Beauchamp fosse aberta ao público para que eles pudessem ver as inscrições dos prisioneiros dos séculos XVI e XVII. Anthony Salvin trabalhou a partir dessa sugestão, reformando a torre e criando um grande programa de restauração em nome do príncipe Alberto de Saxe-Coburgo-Gota. Salvin foi sucedido em seus trabalhos por John Taylor, que costumava remover quaisquer características que não correspondessem à suas expectativas da arquitetura medieval; como resultado, vários prédios importantes foram demolidos e algumas decorações pós-medievais foram removidas em alguns casos.
Apesar de apenas uma única bomba alemã ter caído na Torre de Londres durante a Primeira Guerra Mundial, caindo no fosso sem causar dano, a Segunda Guerra Mundial deixou marcas muito maiores. Bombas altamente explosivas danificaram o castelo em 23 de setembro de 1940 durante a Blitz, destruindo vários edifícios e quase acertando a Torre Branca. Os danos foram consertados depois da guerra e a Torre foi reaberta ao público.
Outra explosão de bomba ocorreu em 1974 dentro da Sala dos Morteiros na Torre Branca, deixando uma pessoa morta e 35 feridos. Ninguém assumiu responsabilidade pelo ataque, porém a polícia investigou suspeitas de que o Exército Republicano Irlandês estava por trás do atentado.
O turismo é a principal função da Torre no século XXI, com as rotinas de atividades militares restantes tendo sido diminuídas e tiradas do castelo. Porém, a Torre continua ser a sede cerimonial do Regimento Real de Fuzileiros e há também um museu dedicado ao seu predecessor, os Fuzileiros Reais. Além disso, um destacamento da Guarda do Rei ainda monta guarda no castelo, com os Alabardeiros da Guarda participando anualmente da Cerimônia das Chaves. Salva de tiros são disparadas da Torre pela Honorável Companhia de Artilharia em várias ocasiões durante o ano, consistindo em 62 salvos em ocasiões reais e 41 em outras ocasiões.

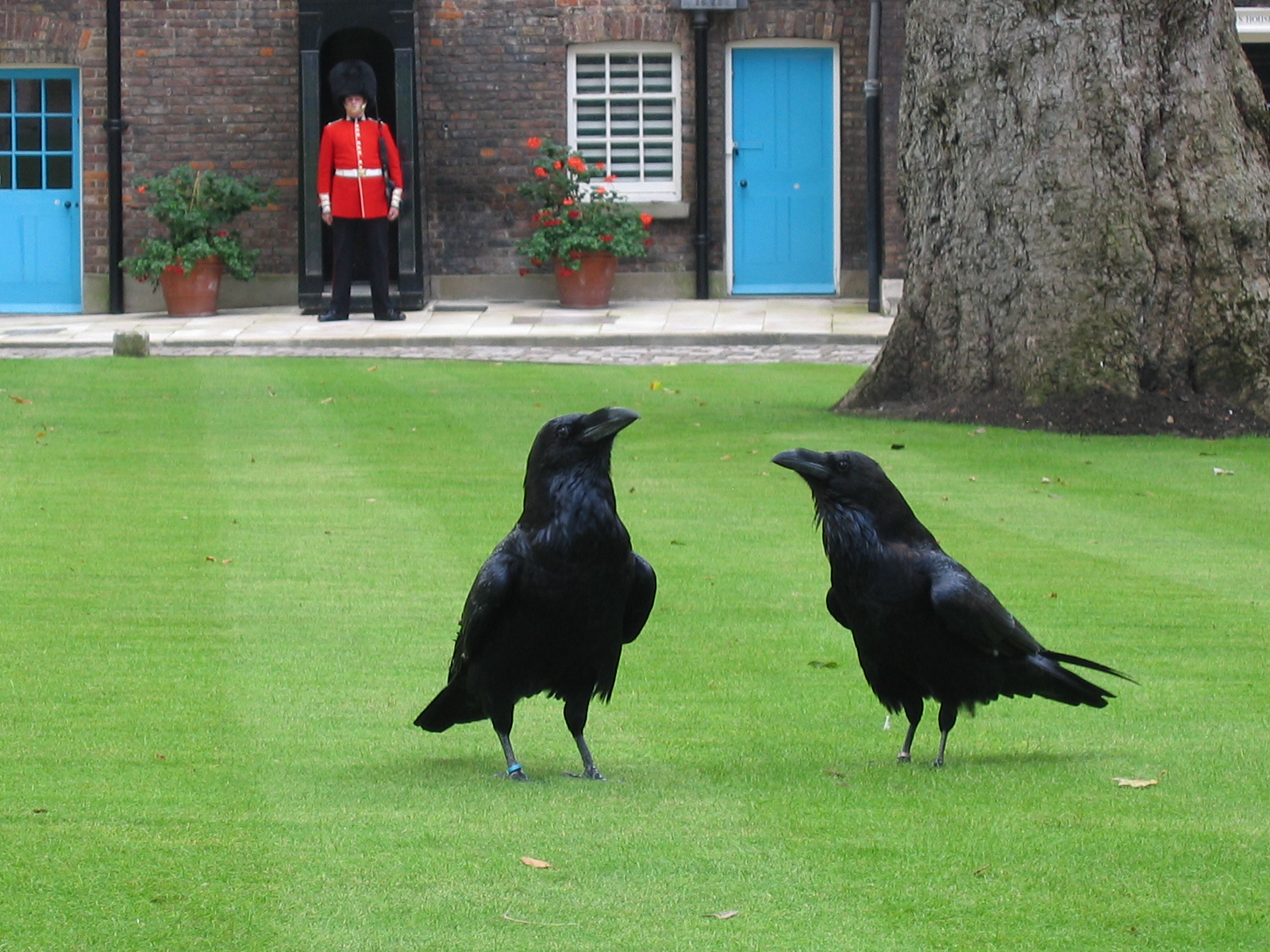
Dois corvos na Torre.

A Torre de Londres é atualmente mantida de forma independente pela entidade filantrópica Historic Royal Palaces, que não recebe nenhum financiamento do governo britânico ou da Coroa. O castelo foi adicionado em 1988 na lista de Patrimônios Mundiais da UNESCO, em reconhecimento por sua importância e para ajudá-lo a ser preservado. Porém, desenvolvimentos recentes como a construção de edifícios perto do local, ameaçam mover a Torre para a lista de patrimônios em perigo. Os restos do palácio medieval estão abertos ao público desde 2006, com os visitantes podendo explorar câmaras restauradas em sua antiga glória. Apesar da posição de Condestável da Torre ainda ser o cargo mais alto mantido no castelo, a responsabilidade de administração diária fica com o Governador Residente. Pelo menos seis corvos são mantidos na Torre de Londres o tempo todo de acordo com a lenda de que o reino cairá se eles forem embora. Eles são cuidados pelos Alabasteiros da Guarda. Além de suas funções cerimoniais, os alabasteiros também atuam como guias nas visitas ao castelo.

## Guarnição
Os Guardas Yeomen forneciam a guarnição permanente da Torre, mas o Condestável da Torre poderia convocar os homens dos Tower Hamlets para complementá-los quando necessário. Os Tower Hamlets, também conhecidos como Tower Division (Divisão da Torre) de Ossulstone Hundred de Middlesex, era uma área significativamente maior do que o moderno bairro londrino de mesmo nome, que devia serviço militar ao condestável em seu papel como Lorde Tenente dos Tower Hamlets.
A referência mais antiga que sobreviveu de que os habitantes de Tower Hamlets tinham o dever de fornecer guarda para a Torre de Londres data de 1554, durante o reinado de Maria I, mas acredita-se que a relação seja muito mais antiga. Alguns acreditam que a conexão remonta à época do Conquistador. É provável que o dever tenha tido a sua origem nos direitos e obrigações da Mansão de Stepney, que cobria a maior parte ou toda a área de Hamlets.

## Joias da Coroa

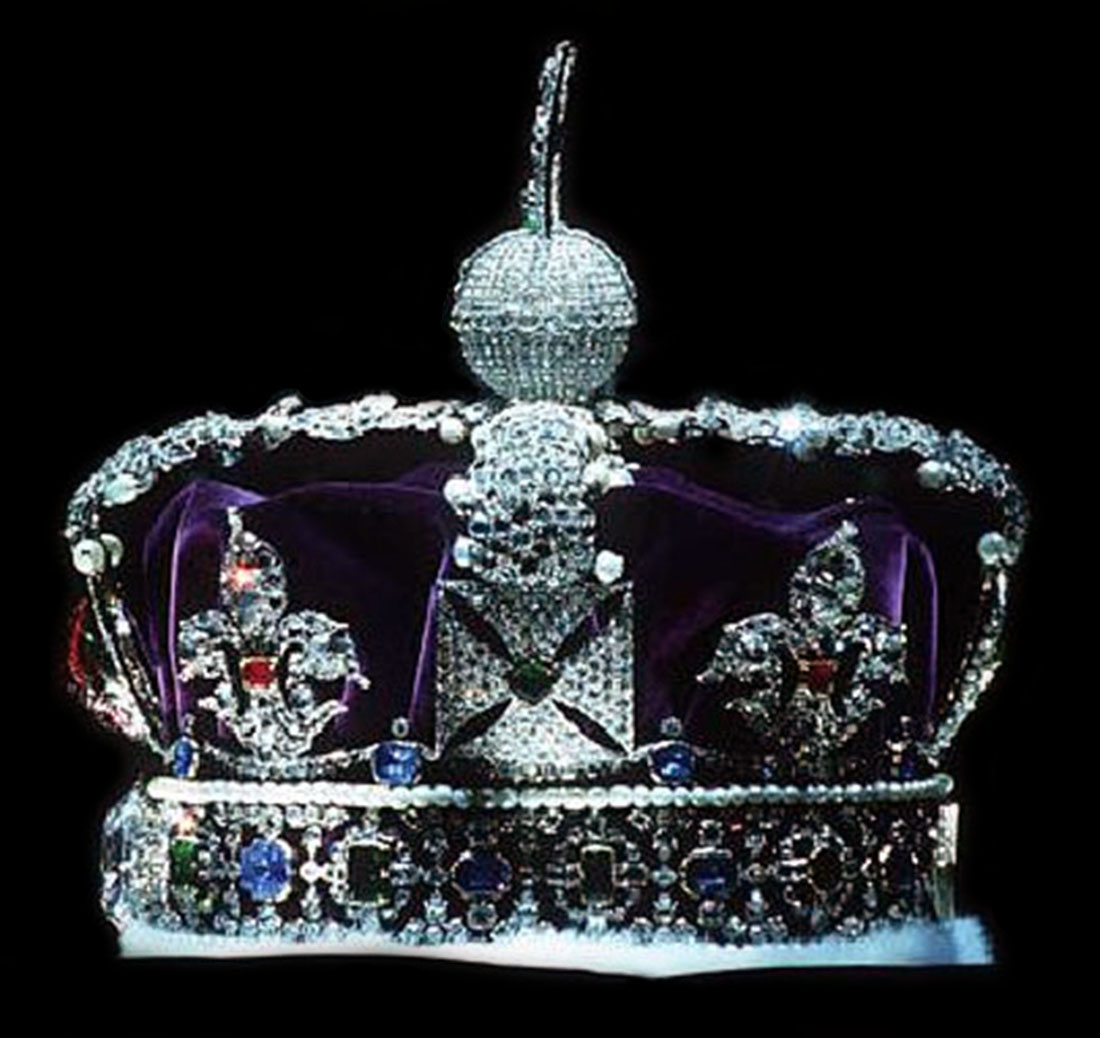
A Coroa Imperial do Estado.

A tradição de abrigar as Joias da Coroa Britânica na Torre de Londres provavelmente data do reinado de Henrique III. A Casa das Joias foi construída especificamente para acomodar a regalia real, incluindo joias, pratos e símbolos da realeza como a coroa, cetro e espada. O tesouro podia ser penhorado pelo monarca na necessidade de arrecadar dinheiro. O tesouro permitia que o soberano tivesse independência da aristocracia, consequentemente sendo muito bem protegido. Foi criada uma posição para "guardião das joias, arsenais e outras coisas", que era bem remunerada; o ocupante do cargo ganhava doze moedas por dia durante o reinado de Eduardo III. A posição cresceu e incluiu outras funções, como comprar joias reais, ouro e prata, e a nomeação de ourives e joalheiros. Os conteúdos da Casa das Joias foram descartados em 1659 durante a Guerra Civil Inglesa junto com as outras propriedades reais. Itens de metal foram enviados para a Casa da Moeda a fim de serem derretidos e reutilizados, enquanto as coroas foram "totalmente quebradas e desfiguradas". Os únicos itens que haviam sobrevivido em 1660 na restauração da monarquia eram uma colher do século XII e três espadas cerimonias. O resto das joias tiveram de ser recriadas. A Casa das Joias foi demolida em 1669 e as Joias da Coroa foram transferidas para a Torre de Martin, onde podiam ser vistas pelo público mediante o pagamento de ingresso. Thomas Blood tentou aproveitar isso dois anos depois e roubá-las. Ele e seus cúmplices nocautearam e amarram o guardião da Casa das Joias; apesar de terem conseguido tocar na Coroa Imperial do Estado, no Centro e na Orbe, eles foram frustrados quando o filho do guardião apareceu de surpresa e soou o alarme. As Joias da Coroa estão atualmente guardadas no Quartel de Waterloo.

## Menagerie

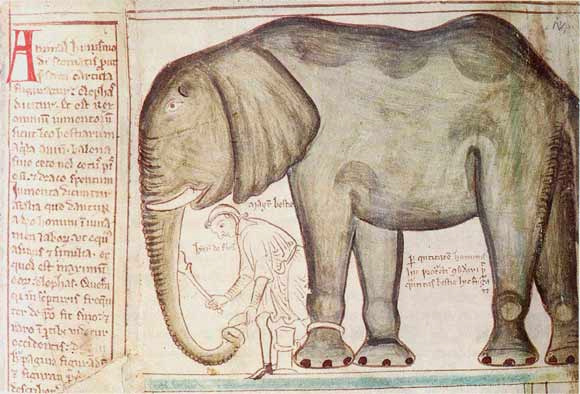
O elefante de Henrique III, presente de Luís IX. Por Matthew Paris.

Há evidências de que o rei João sem Terra (1166–1216) começou a manter animais selvagens na Torre. Os registros de 1210–1212 mostram pagamentos aos tratadores de leões.
O Royal Menagerie é frequentemente referenciado durante o reinado de Henrique III. O Sacro Imperador Romano Frederico II presenteou Henrique com três leopardos, por volta de 1235, que foram mantidos na Torre. Em 1252, os xerifes foram condenados a pagar quatro pences por dia para a manutenção do urso polar do rei, um presente de Haakon IV da Noruega no mesmo ano; o urso atraiu muita atenção dos londrinos quando foi pescar no rio Tâmisa amarrado à terra por uma corrente. Em 1254 ou 1255, Henrique III recebeu um elefante africano de Luís IX da França, retratado por Mateus de Paris em sua Chronica Majora. Uma estrutura de madeira foi construída para abrigar o elefante, com 12,2 m (40 pés) de comprimento por 6,1 m (20 pés) de largura. O animal morreu em 1258, possivelmente porque lhe foi dado vinho tinto, mas também talvez por causa do clima frio da Inglaterra.
Em 1288, Eduardo I adicionou um leão e um lince e nomeou o primeiro guardião oficial dos animais. Eduardo III adicionou outros tipos de animais, dois leões, um leopardo e dois gatos selvagens. Sob os reis subsequentes, o número de animais cresceu para incluir animais adicionais de vários tipos, chacais, hienas e um velho urso pardo, Max, presenteado a Henrique VIII pelo imperador Maximiliano. Em 1436, durante a época de Henrique VI, todos os leões morreram e o emprego do Guardião William Kerby foi encerrado.

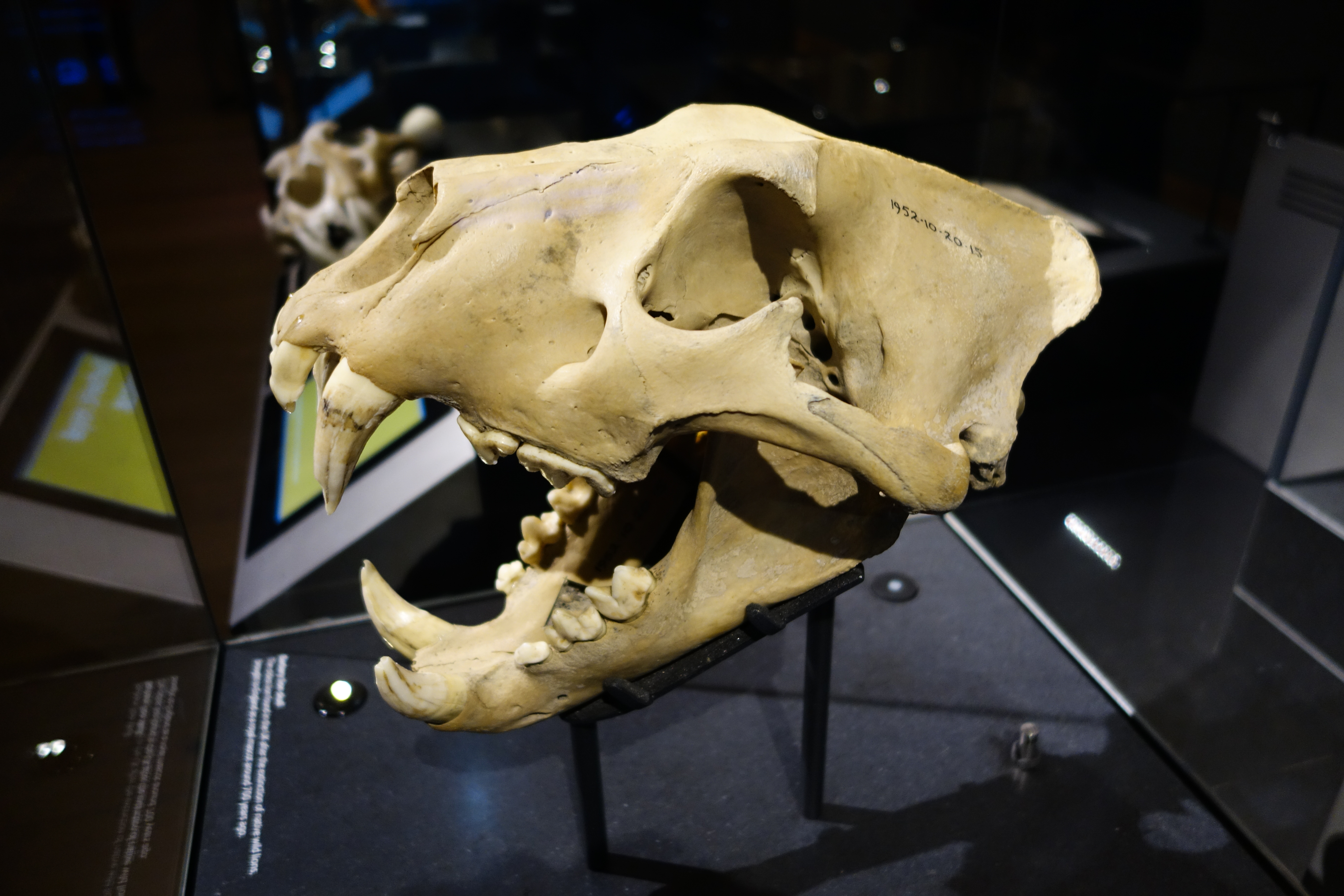
Crânio de um Leão-do-atlas que foi mantido na Torre de Londres, Museu de História Natural.

Os registros históricos indicam que uma estrutura semicircular ou barbacã foi construída por Eduardo I em 1277; esta área foi mais tarde chamada de Torre do Leão, imediatamente a oeste da Torre Média. Registros de 1335 indicam a compra de fechadura e chave para leões e leopardos, sugerindo também que estavam localizados perto da entrada oeste da Torre. Por volta de 1500, essa área era chamada de Menagerie. Entre 1604 e 1606, o Menagerie foi amplamente remodelado e um pátio de exercícios foi criado na área do fosso ao lado da Torre do Leão. Uma plataforma suspensa foi adicionada para a observação dos leões pela realeza, durante a isca de leões, por exemplo, na época de Jaime I. Relatórios de 1657 incluem menção a seis leões, aumentando para 11 em 1708, além de outros tipos de gatos, águias, corujas e um chacal.
No século 18, o zoológico estava aberto ao público; a entrada custava três meio centavos ou um gato ou cachorro para alimentar os leões. No final do século, esse valor aumentou para 9 pence. Um habitante particularmente famoso foi o Velho Martin, um grande urso pardo dado a Jorge III pela Companhia da Baía de Hudson em 1811. Um inventário de 1800 também listou um tigre, leopardos, uma hiena, um grande babuíno, vários tipos de macacos, lobos e "outros animais". Em 1822, porém, a coleção incluía apenas um urso pardo, um elefante e alguns pássaros. Animais adicionais foram então introduzidos. Em 1828, havia mais de 280 representando pelo menos 60 espécies, já que o novo tratador, Alfred Copps, estava adquirindo animais ativamente.
Após a morte de Jorge IV em 1830, foi tomada a decisão de fechar o Menagerie por ordem do Duque de Wellington. Em 1831, a maior parte do estoque foi transferida para o Zoológico de Londres, inaugurado em 1828. Esta decisão foi tomada após um incidente, embora as fontes variem quanto aos detalhes: ou um leão foi acusado de morder um soldado, ou um marinheiro, o alferes Seymour, foi mordido por um macaco. O último animal partiu em 1835 e foi transferido para Regent's Park. Os edifícios do Menagerie foram removidos em 1852, mas o Guardião do Royal Menagerie tinha o direito de usar a Lion Tower como casa para o resto da vida. Consequentemente, embora os animais já tivessem saído do edifício há muito tempo, a torre só foi demolida com a morte de Copps, o último tratador, em 1853.
Em 1999, foram encontradas evidências físicas de gaiolas de leões, uma delas com 2x3 metros (6,5x10 pés) de tamanho, muito pequena para um leão que pode atingir 2,5 metros (aproximadamente 8 pés) de comprimento. Em 2008, os crânios de dois leões-do-atlas (agora extintos na natureza) do noroeste da África foram encontrados na área do fosso da Torre. Testes de radiocarbono os dataram de 1280 a 1385 e de 1420 a 1480. Em 2011, foi realizada na Torre uma exposição com finas esculturas de arame de Kendra Haste.

## Fantasmas
O fantasma da rainha Ana Bolena, decapitada em 1536 por traição contra seu marido Henrique VIII, supostamente assombra a Capela Real de São Pedro ad Vincula, onde foi enterrada, e também fala-se que ela já foi vista caminhando pela Torre Branca carregando sua cabeça embaixo do braço. Outros fantasmas relatados incluem Henrique VI, Joana Grey, Margarida Pole, 8.ª Condessa de Salisbury, Eduardo V e Ricardo de Shrewsbury, Duque de Iorque. Um guarda que estava patrulhando o lado de fora da Casa das Joias afirmou em janeiro de 1816 que viu a aparição de um urso indo em sua direção, com o homem supostamente tendo morrido de pavor alguns dias depois por causa do incidente. Uma aparição tubular e brilhante supostamente foi vista na Casa das Joias por Edmund Lenthal Swifte, Guardião das Joias da Coroa. Ele afirmou que o fantasma flutuou sobre o ombro de sua esposa, fazendo com que ela exclamasse: "Oh, Deus! Ele me pegou!". Outras assombrações sem nome e forma também já foram relatadas mais recentemente pelos funcionários do turno da noite.